# Buddhista művészet
A buddhista művészet azokra a művészeti alkotásokra vonatkozik, amelyekre hatással volt a buddhizmus. Ebbe beletartoznak azok a művészetek, amelyek ábrázolják a különböző buddhákat, bódhiszattvákat és egyéb lényeket, ismert történelmi vagy mitológiai buddhista alakokat, ezek életéből narratív jeleneteket, de ide sorolhatók a mandalák és a buddhista gyakorlatok egyéb vizuális segítőeszközei és fizikális tárgyai, mint például a vadzsrák, a harangok, a sztúpák és a buddhista templomok. A buddhista művészet eredete az indiai szubkontinensen keresendő a történelmi Buddhát követő i. e. 6–5. században, amely után más kultúrákkal keveredve fejlődött és terjedt el Ázsiában és az egész világon.
A buddhista művészet követte a hívőket a dharma terjedésével, és mindenfelé helyi jellegzetességeket vett fel. A buddhista művészet északi ága Közép-Ázsián és Kelet-Ázsián át terjedt, míg a déli ág Délkelet-Ázsiában hódított teret magának. Indiában virágzott legkorábban a buddhista művészet, amely hatással volt a hindu művészetekre is, egészen addig, amíg a 10. század környékére majdnem teljesen eltűnt a régióból, köszönhetően az iszlám dinamikus terjedésének és a hinduizmus felélénkülésének.
A buddhista művészet közös vonásai és alapformái a buddhizmus vallási tanításában gyökereznek, amelyek irányzatonként és iskolánként eltérőek lehetnek. A hatalmas területet felölelő, kultúránként változó anyagokat és művészi felfogást képviselő buddhista művészet jellemző stílusairól csak kellő óvatossággal lehet beszélni.

## Az ikonizmust megelőző időszak (i. e. 5–1. század)

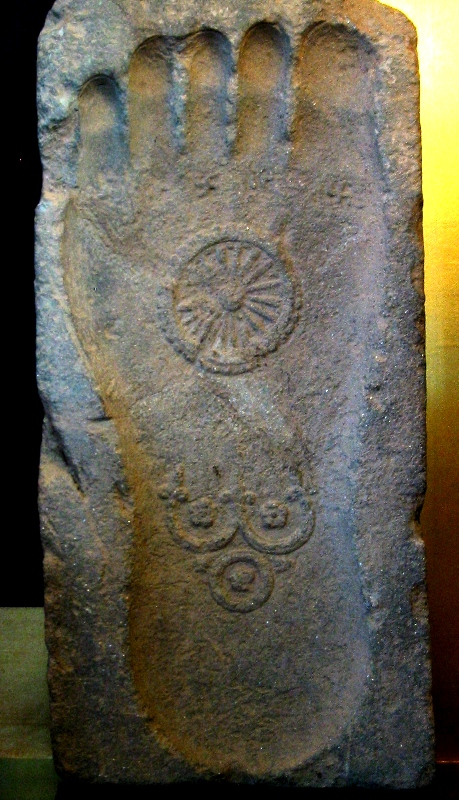
Buddha lábnyoma. 1. század, Gandhára

Az i. e. 2–1. században a szobrok már egyértelmű jeleneteket ábrázoltak Buddha életéből és tanításaiból. Kezdetben a plasztikus ábrázolások általában sztúpák díszítésében, szegélydíszeken vagy fogadalmi táblákon jelentek meg.
Annak ellenére, hogy az indiai díszítőművészetben már századokkal azelőtt jelen volt a szobrászat hagyománya és mesteri szinten volt az ikonográfia, Buddhát soha nem ábrázolták emberi alakban, csupán szimbólumokon keresztül. Ezért nevezhető ez az időszak anikonistának.
A művészek idegenkedtek Buddha ember alakú ábrázolásától, ezért kifinomult szimbolizmust fejlesztettek ki még olyan narratív jelenetek esetében is, ahol más emberek is jelen voltak. India déli területein  az Amaravati iskolában ez a tendencia megfigyelhető egészen a 2. század végéig.
Egyes feltételezések szerint létezhettek Buddha emberalakban történő, fából készült szoborábrázolásai, amelyek azóta tönkre mentek, de ezidáig régészeti leletekkel ezt még nem sikerült bizonyítani.
Indiában a buddhizmus korai építészeti emlékei közé tartozik  az i. e. 3. századra visszanyúló Mahábódhi templom. A Bodh-Gajában található építmény később hasonló burmai és indonéz épületek mintájává vált. Úgy tartják, hogy a Srí Lankán található Szigirija sziklavár (kb. i. e. 5. század) még az Adzsantai barlangtemplomok festményeinél is korábbi.

## Ikonista időszak (1. századtól a jelenkorig)

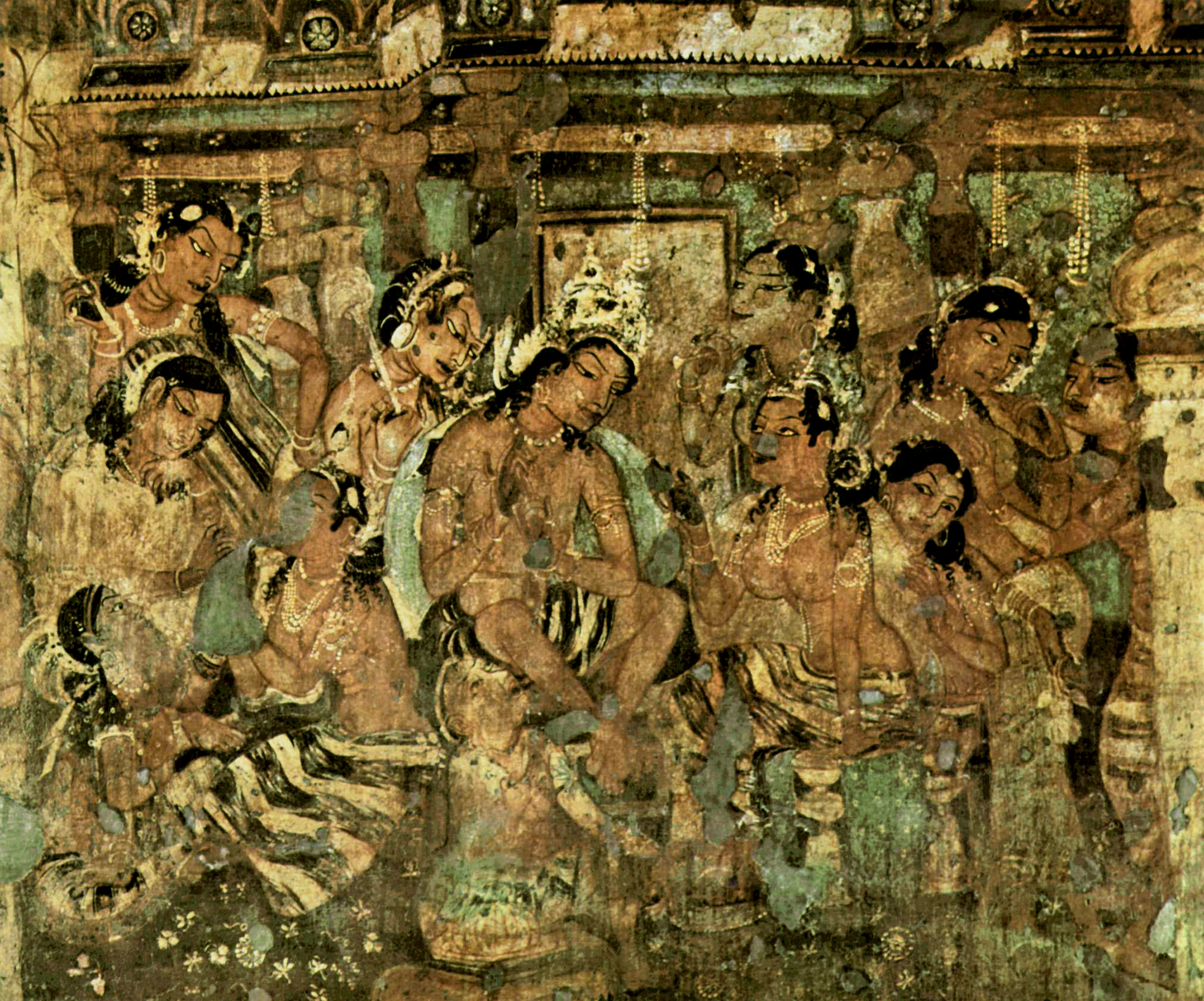
Falfestmény – 1. számú barlang, egy születéstörténet ábrázolása, Adzsanta

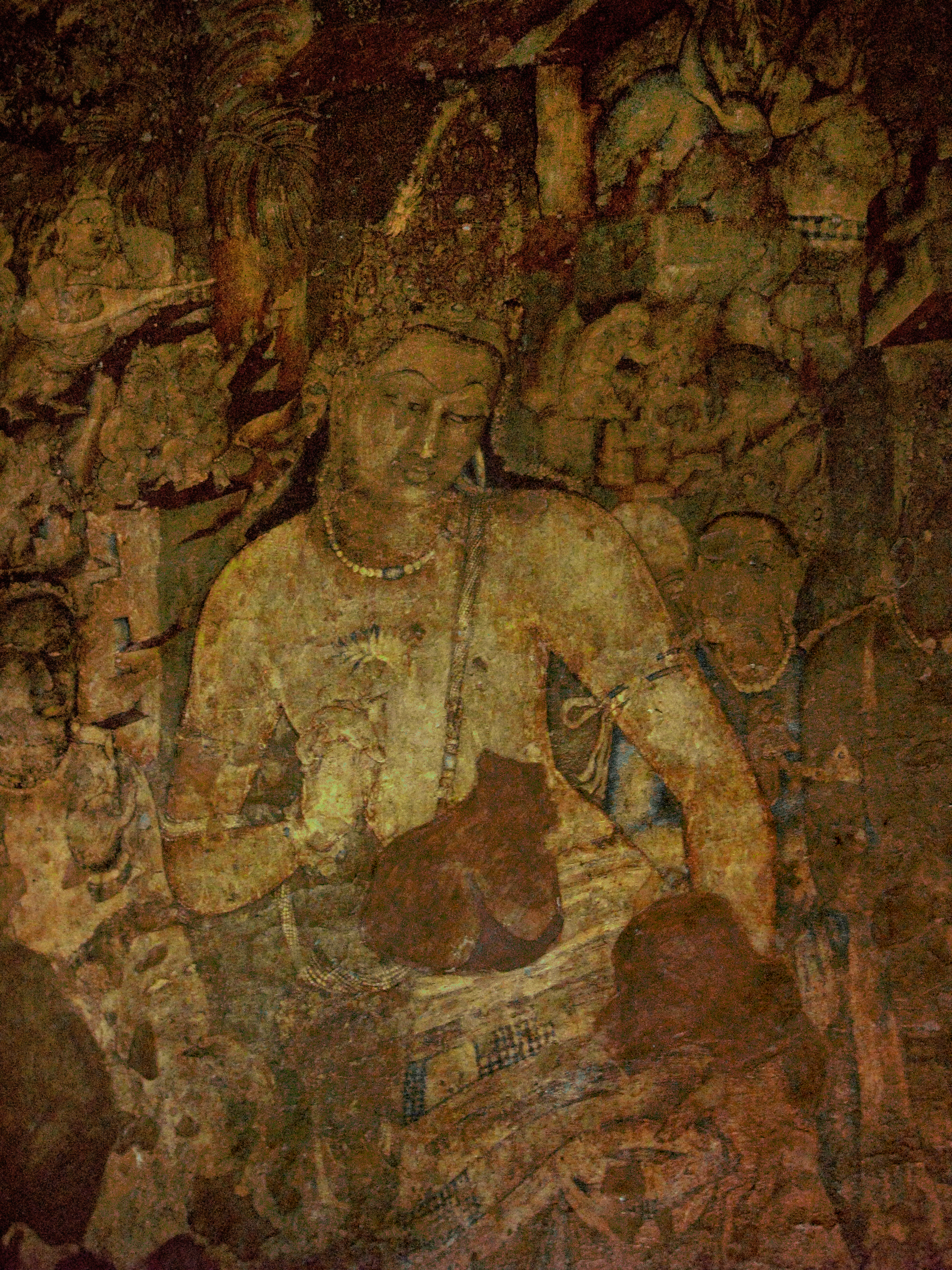
Freskó – 1. számú barlang, Padmapáni bódhiszattva, Adzsanta

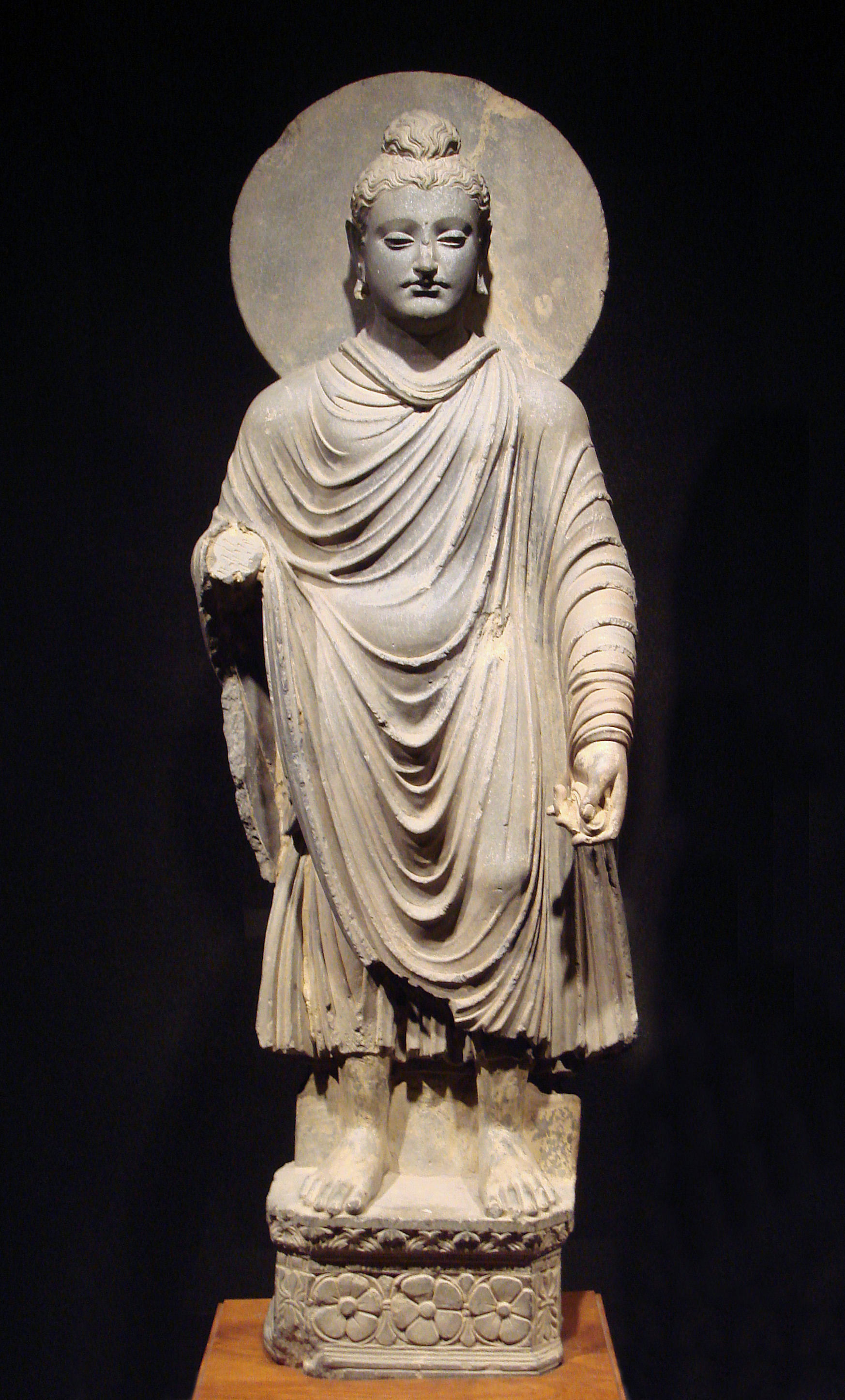
Buddha ábrázolása Gandhára görög-buddhista művészetében, 1. század

Az adzsantai barlangtemplomokat a Vághúra-folyó patkó alakú kanyarulatát körbeölelő sziklafalakba vájták az i. e. 2–1. és az i. sz. 5–6. század környékén. A 29 kivájt barlangból négy buddhista szentélyt (csaitja) és 25 kolostort (vihára) alakítottak ki. Az első barlangcsarnokok keletkezésekor a díszítések (szobrok, festmények) még jellemzően csak az előtérre vagy a homlokzatokra korlátozódtak és önálló szerepet játszottak, míg a Gupta-korszak idején, amikor a barlangépítészet maga is a csúcspontjára ért, a díszítések is művészi fokra emelkedtek, a plasztikák tökéletes összhangba kerültek az épületekkel; gazdagságuk ellenére az épületek egyensúlyt, nyugodtságot sugallnak. A csarnokok dekorációja is gazdagodott: az oszlopfők kiképzése, valamint a pillérek felett kialakított fülkékben Buddhák vagy inkarnációk szobrai sorakoznak. Buddha alakját, a megszokott lótuszüléssel ellentétben, leeresztett lábszárakkal ábrázolták, és az oszlopokon is megjelentek addig nem alkalmazott minták: csigavonal, párhuzamosok.
A falfestmények tekintetében azért különlegesek az adzsantai leletek, mivel Indiában máshol nem maradtak fenn ilyen méretű és összefüggő felületű alkotások. A legtöbb értékelhető lelet az 1., 2., 16. és 17. csarnokban került feltárásra, és az indiai művészet legszebb ilyen alkotásai.
Bár a festés technikája más, mint az eredeti itáliai freskóké, a szakértők ezeket is freskóknak nevezik, mivel itt is nedves felületen dolgoztak. A falfelületet a festéshez előkezelték: először 3–20 milliméter vastagon „bevakolták” egy agyag, kőpor, tehéntrágya, növényi rost keverékkel, majd száradás után vékony mészréteggel vonták be, amit nedvesen tartottak. Erre vörössel felvázolták a leendő kompozíciót, majd természetes eredetű, zöldessárga festékanyaggal átfestették az egészet. Erre az alapra vitték fel a további színeket, majd feketével kontúroztak és árnyékoltak, enyvvel rögzítették. A festékek alapanyaga között volt vörös okker, téglapor, korom, zöldszikla-por és réz-oxid is. A kutatások kiderítették, hogy a nagy kompozíciókat felvitel előtt minden bizonnyal egy kartonra vázolták fel, és onnan másolták át a falra. Ennek az volt a technikája, hogy a minták mentén kilyuggatták a kartont, és a lyukakon keresztül szénport vagy hasonló jelzőanyagot dolgoztak a falra. Ezt a technikát a későbbiekben még sokáig alkalmazták Indiában.
A barlangok festményei egyrészt Buddha és inkarnációinak, a bodhiszattváknak az útját mutatják be a megvilágosodásig, másrészt buddhista meséket (Dzsátaka mesék, amely Buddha bodhiszattváinak születéstörténeteiből merít) mondanak el az akkori mindennapi életből vett jelenetekkel és környezettel együtt, nem kerülve az erotikus témákat sem. A festmények kompozíciója többnyire túlzsúfolt. A Buddha-ábrázolások jól mutatják annak változását: eleinte csak szimbólumokkal helyettesítették, majd a későbbi barlangokban már alakos megjelenítése a jellemző. A buddhizmus hínajána irányzata idején ugyanis tiltották Buddha ábrázolását, és személyére csak jelképekkel utaltak. Ezzel szemben a mahájána irányzat Buddhát is istenként tisztelte – hasonlóan a brahmanizmushoz –, és Buddha alakja részévé vált a liturgiának.
Az alkotások kiemelkedő művészi színvonalúak, melyek között egyaránt megtalálhatók magasztos, kegyetlen, erotikus vagy titokzatos történetek. Az alakok, Buddhán kívül, zenészek, égi táncosok, nők és démonok. Ezek hátteréül szolgálnak a különféle növények és állatok megjelenítései. Érdekesség, hogy a 4–5. században készült festmények alkotói hindu művészek voltak, holott akkoriban a barlangokban mintegy 200 buddhista szerzetes élt.
Buddha ember alakú ábrázolása az 1. század környékén vált általánossá Észak-Indiában. Az alkotások két fő központja a mai Pakisztán területén található Gandhára és az Észak-India középső részén található Mathura volt.
Gandhára művészete  a görög kultúra hatásait tükrözi. A görög befolyás Nagy Sándor hódításai nyomán kezdődött, majd Görög-Baktria és az Indo-görög királyságok megalakulása után erősödött. Ennek hatására fejlődött ki a görög-buddhista művészet. A gandhárai buddhista szobrászatban megtalálhatók az ókori görög művészet nyomai, és úgy tartják, hogy az „ember-isten” koncepcióját alapvetően a görög mitológia kultúrája ihlette. A gandhárai szobrászati iskola hozta be a buddhista művészeti ábrázolásba többek között a hullámos hajat, a mindkét vállat fedő szerzetesi ruházatot, a cipőt és a szandált, az akantuszfű leveleivel való díszítést, a nirvána szimbólumot.
Mathura művészete az ősi indiai hagyományokra épült, például olyan istenszerű lények ember alakú ábrázolására, mint a jáksák. A megformálás stílusa archaikusnak mondható Buddha későbbi ábrázolásaihoz képest. A mathurai iskola egyedi jellegzetessége volt Buddha muszlinnal eltakart bal válla, a tenyéren ábrázolt életkerék (dharmacsakra) és például a lótuszülés.
Mathura és Gandhára kölcsönösen  hatással voltak egymásra. Művészeti virágzásuk során a két régió politikailag egyesült  is a Kusán Birodalom idején, ekkor  mindkettő birodalmi fővárosnak számított. Ma is vita tárgyát képezi, hogy Buddha ember alakú ábrázolása a mathurai művészet helyi találmánya volt, vagy a görög-buddhista szinkretizmus eredménye.
Ezt a fajta ikonikus művészetet a legelejétől kezdve a valósághű idealizmus jellemezte, amelyben egyesültek az ember realisztikus arányai, testtartása és egyéb jellemzői, valamint az isteni tökéletesség és a higgadtság érzete. Buddhának ez az egységes emberi és isteni  ábrázolása vált az ezt követő buddhista művészetben  ikonografikus kánonná.
Érdekes megjegyezni, hogy Buddha nagyon gyakran szerepel a szobrászat, a festészet és az irodalom tárgyaként, viszont kevésbé van jelen a zenében és a táncban.
Indiában a buddhista művészet évszázadokon át virágzott és fejlődött. Mathura rózsaszín homokkő szobrai a Gupta Birodalom idején (4–6. század) keletkeztek, és különlegesen finom megmunkálási szintet értek el. A gupta iskola művészete rendkívüli hatással volt a buddhista művészetekre egész Ázsia területén. A 10. századra azonban a buddhista művészet hanyatlásnak indult Indiában, ahogy egyre erőteljesebbé vált az iszlám és a hinduizmus térhódítása. A 12. század végére a buddhizmus már csupán India Himalája közeli régióiban maradt fenn. Ezek a területek erősebb kapcsolatban álltak Tibettel és Kínával, ezért  például Ladak művészete és hagyományai tibeti és kínai hatást mutatnak.
Ahogy az 1. század után a buddhizmus Indián kívülre is terjedt, az eredeti művészeti formák összemosódtak egyéb művészeti hatásokkal, amelyek egymás után adódtak hozzá és alakítottak ki helyi művészeti formákat. Két fő útvonal alakult ki, amelyeken keresztül a folyamat végbement:
- északi út – az 1. században Közép-Ázsián keresztül: Nepál, Tibet, Bhután, Kína, Korea, Japán és Vietnám, ezekben dominánssá vált a mahájána buddhizmus.
- déli út – Mianmar, Srí Lanka, Thaiföld, Kambodzsa és Laosz, ahol a mai napig a théraváda buddhizmus dominál.

## Északi buddhista művészet

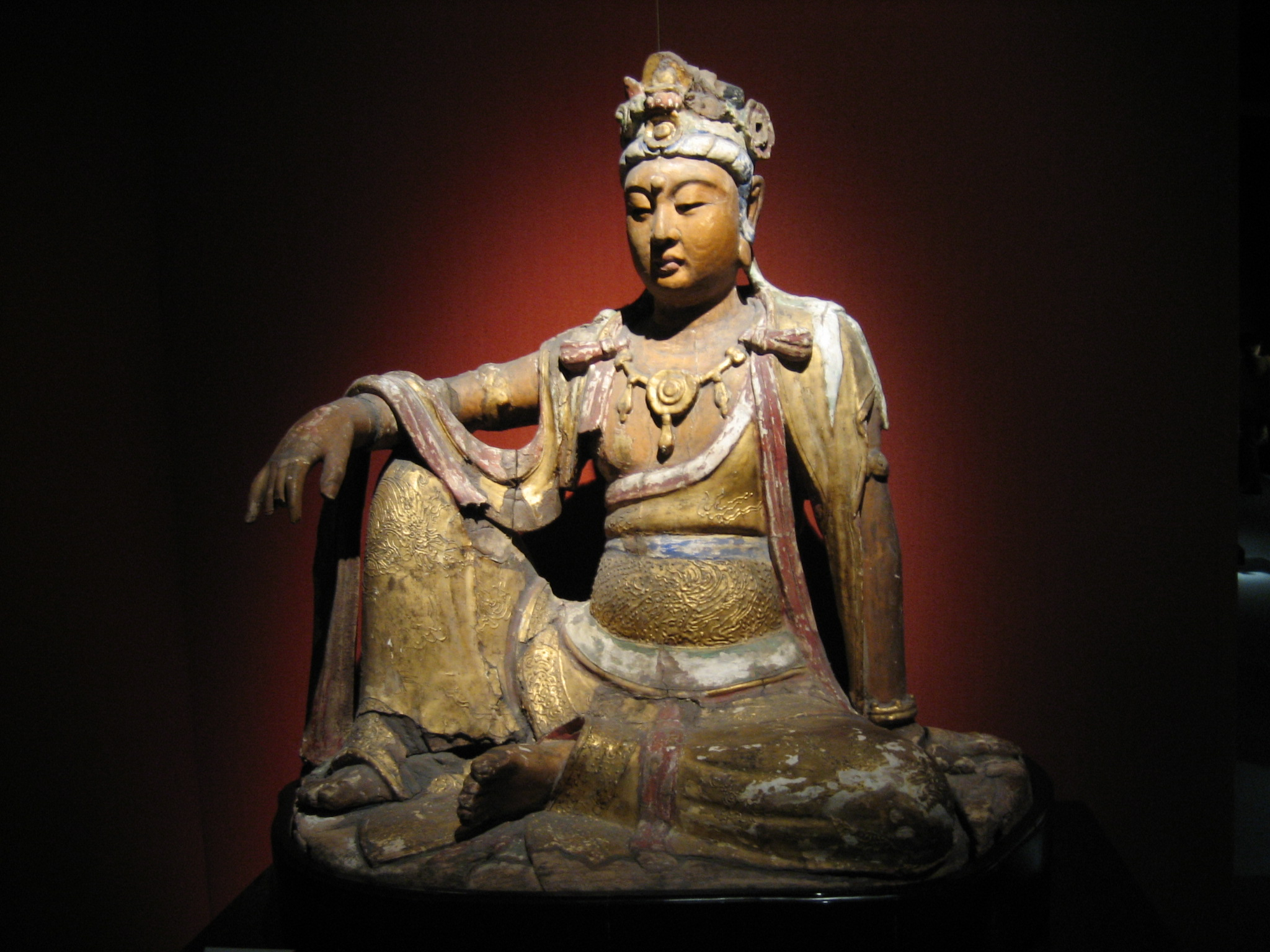
Kínai Bódhiszattva faszobor a Szung (Song)-dinasztia (960–1279) idejéből

A buddhizmus terjedése Ázsiában

Az 1. században kezdődött a buddhizmus terjedése a selyemúton, amelyen keresztül eljutott Közép-Ázsiába, Kínába, majd Koreába és Japánba is. Ugyan félig csak legendának számít, hogy Ming (冥) uralkodó (58–75) már az első században követet küldött nyugatra, viszont arra bizonyítékok is vannak, hogy a 2. századra már ténylegesen forgalmasnak számított ez az útvonal, feltehetően a Kusán Birodalom terjeszkedésének köszönhetően. Ekkoriban ennek a birodalomnak az irányítói a buddhizmust támogatták és sok közép-ázsiai buddhista szerzetes jutott el Kína területére. Az első kínai hittérítők és fordítók pártusok, kusánok, szogdok vagy tokhárok voltak.
A közép-ázsiai selyemúton történő hittérítő igyekezetekkel együtt járt a művészetek terjedése is, amely megfigyelhető a Tarim-medencében a 2–11. századokból fennmaradt szerindiai művészeti emlékekben. A szerindiai művészetet gyakran eredeztetik a gandhárai görög-buddhista művészetekből, amely ötvözte az indiai, görög és római hatásokat. A görög-buddhista művészeti hatások Japánban is megfigyelhetők a buddhista építészetben, az egyéb ábrázolásokban és bizonyos japán istenek megjelenítési formáiban.
Az északi út művészetére rendkívüli mértékben hatással volt a mahájána buddhizmus fejlődése – a buddhizmus egyik ága, amelyet a hagyományos ágamák mellett új szövegekkel bővítettek ki, és amely új értelmezéseket is kapott. A mahájána túllépett a korai buddhista iskolák által favorizált módszeren, amelyben az arhatok szabadulhatnak meg a szenvedéstől (dukkha). A mahájána már a bódhiszattva utat részesítette előnyben. A mahájána szútrák felemelik a buddhákat egy felsőbbrendű, végtelen lény szintjére, a kozmológiát bodhiszattvák panteonja népesíti be, és elkötelezik a követőt a hat tökéletesség gyakorlására minden érző lény legvégső tudása (pradzsnyápáramitá), megvilágosodása és megszabadítása érdekében. Emiatt az északi út művészetére jellemző a gazdag és szinkretikus buddhista panteon, amelyben különböző buddhák, bodhiszattvák és dévák (istenségek) képei jelennek meg.

### Afganisztán
Afganisztánban (régi Baktria) a buddhista művészet évszázadokon át létezett, egészen az iszlám 7. századi megjelenéséig. A buddhista művészet  egyik eredeti képviselői a világörökség részét képező Bámiján-völgy buddhái. Az egyéb stukkó, csillámpala és agyagdíszek erős indiai (a gupta kor utáni) manierista, klasszikus, hellenisztikus vagy akár görög-római hatásokat mutatnak.
Annak ellenére, hogy az iszlám uralom valamelyest toleranciát mutatott az egyéb vallások felé, a buddhizmust kevésbé tűrte el, amelyet „bálványimádónak” tartott. Mivel az iszlám hagyomány általában tiltja az élőlények ábrázolását, a buddhista művészetet rengeteg támadás érte. Egy ilyen  során a 6. században kifaragott bámiján-völgyi buddha szobrokat 2001-ben a tálibok szisztematikusan lerombolták. Tönkretették a haddai szobrokat és a többi megmaradt alkotásokat is.
Az 1980-as évek válságos időszakaiban több régészeti helyszínt is kifosztottak, hogy az ott  fellelt műalkotásokat a nemzetközi piacon értékesíthessék.

### Közép-Ázsia

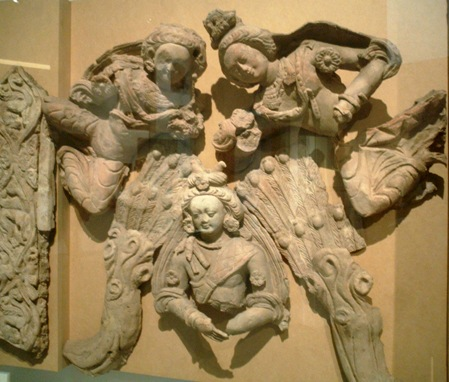
Szerindiai művészet, 6–7. század, terrakotta, Tumsuk (Hszincsiang-Ujgur Autonóm Terület)

Közép-Ázsia mindig is Kína, India és Perzsia kultúrájának metszéspontjában állt. Az i. e. 2. században a korábbi Han-dinasztia nyugati terjeszkedése során egyre jelentősebb mértékben érték a területet a hellenizmus és a Görög-Baktriai királyság hatásai.
Ezt követően a buddhizmus északi terjeszkedése új buddhista közösségeket, sőt királyságokat hozott létre a térségben. Néhány, a selyemút mentén elhelyezkedő város szinte teljes egészében csak sztúpákból és kolostorokból állt, és úgy tűnik, hogy a legfőbb funkciójuk a Kelet és a Nyugat között utazók vendéglátása volt.
Közép-Ázsia keleti része (Kínai türkisztán (Tarim-medence, Hszincsiang)) különösen gazdag szerindiai művészettel bírt. Ezek közül maradtak fenn falfestmények, domborművek, vászonfestmények, szobrok és szertartási kellékek, amelyek mind hordozzák a hellén és indiai kultúra emlékeit. Találtak itt gandhárai stílusra emlékeztető műalkotásokat, illetve karosti írással készült kéziratokat. Ezeket a művészeti törekvéseket azonban később mind beolvasztotta az erőteljesen terjeszkedő  kínai kultúra.

### Kína
A buddhizmus az 1. század körül érkezett először Kínába. Ez főleg a szobrászatban jelentett hatalmas változásokat a művészetben. Ebbe a távolról jövő vallásba beépültek az erős kínai vonások.

#### Északi dinasztiák

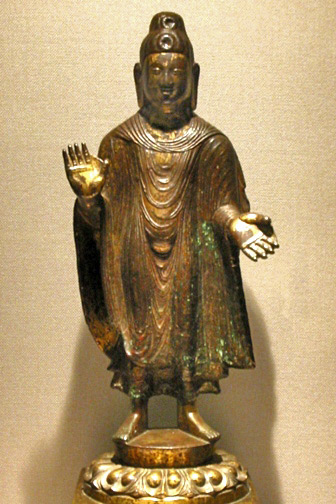
Egy észak-veji Maitréja szobor, 443

Az 5–6. században az északi-dinasztiák kifejlesztettek egy erősen szimbolikus és absztrakt megjelenítési módot, amelyre a  sematikus ábrázolás volt a jellemző. Ez a stílus ünnepélyes volt és magasztos, ám mivel nem volt valósághű és egészen eltávolodott attól a buddhista szándéktól, hogy realisztikusan ábrázolja a megvilágosodás tiszta ideáját, végül fokozatosan átalakult egy naturalistább és valósághűbb kifejezési formává. Így fejlődött ki a Tang-kor buddhista művészete.
Helyszínek, amelyek a Vej-dinasztia buddhista szobrait őrzik:
- Jünkang (Yungang)-barlangok, Sanhszi (Shanxi)
- Lungmen (Longmen)-barlangok, Honan (Henan)
- Pingling (Bingling) templom, Kanszu (Gansu)

#### Tang-dinasztia

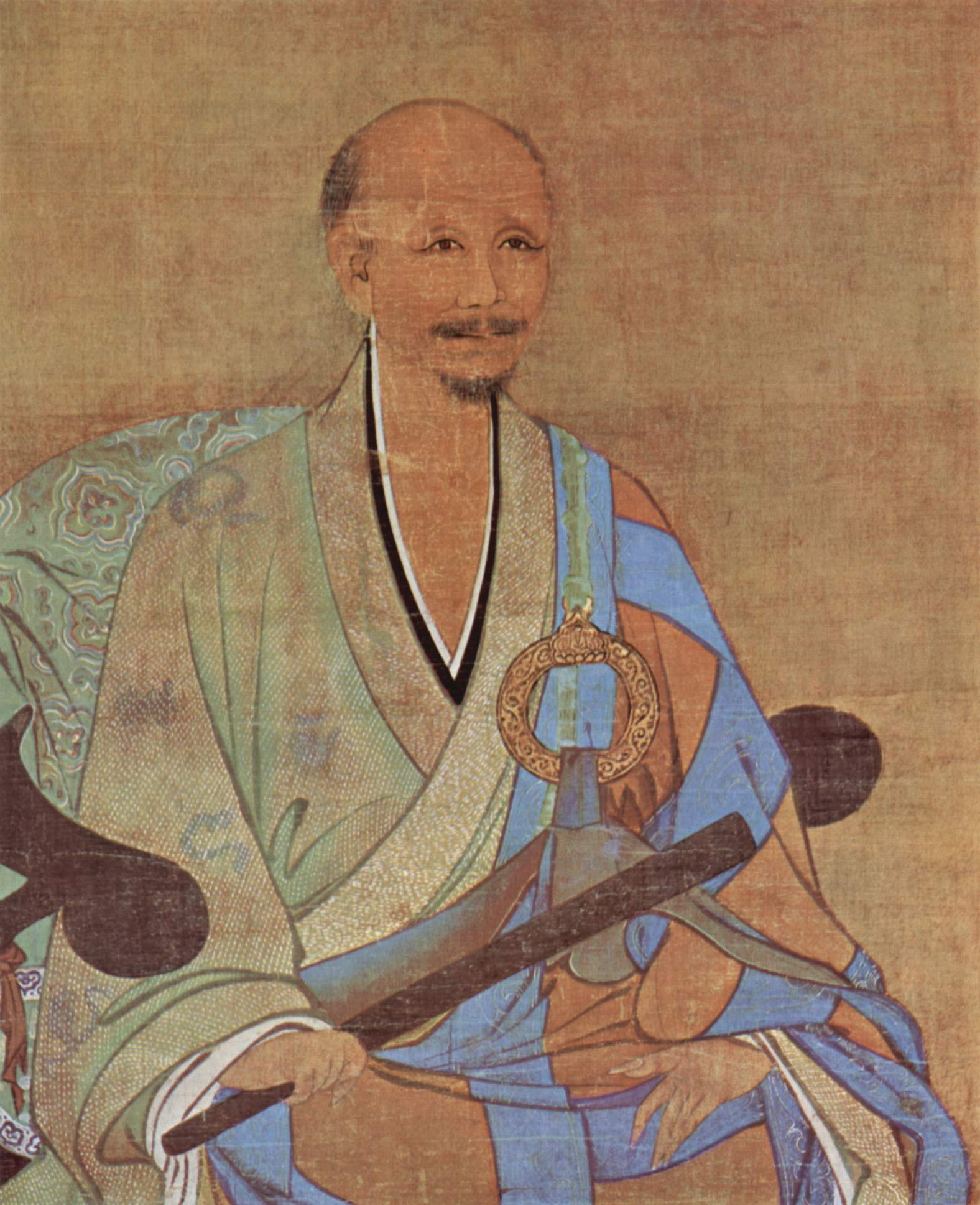
Kínai zen buddhista portréja (Vu-csun Si-fan (Wuzhun Shifan)), 1238-ban készült festmény, Szung (Song)-dinasztia

A Szuj (Sui)-dinasztia alatti átalakulás folytatásaként a Tang-dinasztia buddhista szobrászata egy sokkal életszerűbb ábrázolás felé mozdult el. Megjelentek a klasszikus indiai és gandhárai formák, mivel a dinasztia nyitott volt a külföldi hatások felé. Fontos buddhista központtá vált Csangan (Chang'an) (mai Hszian (Xi'an)), ami egyben a dinasztia fővárosa is volt. Innen terjedt tovább a buddhizmus Koreába és Japánba.

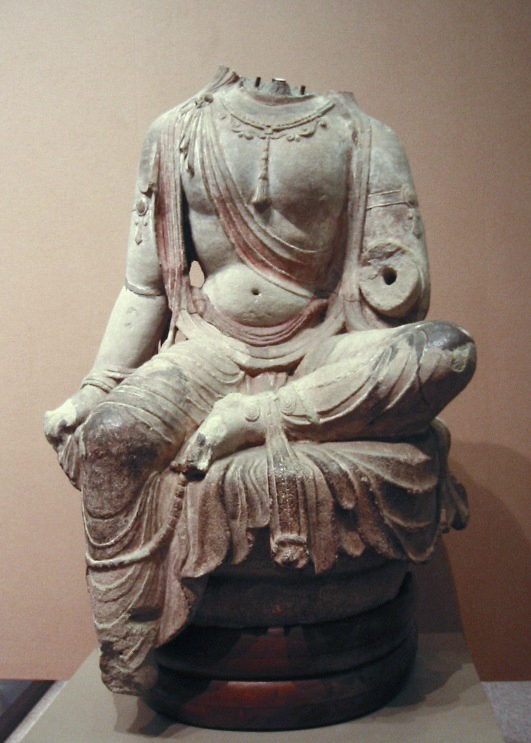
Tang-kori bódhiszattva

A dinasztia vége felé azonban Kínában egyre negatívabban tekintettek az idegen hatásokra. 845-ben a tang uralkodó (Vu Cung (Wuzong)) betiltotta az „idegen” vallásokat (köztük a keresztény nesztorianizmust, a zoroasztrizmust és a buddhizmust) annak érdekében, hogy erőteljesen támogassa a hagyományos taoizmust. Elkobozta a buddhista tulajdonokat és földalatti mozgalmakba űzte a gyakorlókat, amellyel jelentősen befolyásolta a vallás fejlődését és a kínai művészetet egyaránt.
Ennek ellenére évszázadokon át tovább virágzott a kínai csan (chan) buddhizmus – később ebből alakult ki a japán zen – főleg a Szung (Song)-dinasztia (960–1279) alatt, amikor a csan (chan) kolostorok hatalmas kulturális és oktatási központok voltak.
A csan (chan) szerzetesek korai festményei többnyire elkerülték a kung-pi (gongbi) („míves ecset”) festészet aprólékos realizmusát, és inkább az egyszínű stílust részesítették előnyben, ami a megvilágosodás hatását volt hivatott kifejezni.
A 12. században, Csu Hszi (Zhu Xi) idején teret hódító neokonfucianizmus hatására rengeteg kritikát kaptak a szerzetesek festményei. A közízlés számára ezek a festmények teljesen közömbössé váltak, ahogy a csan (chan) buddhizmus veszített népszerűségéből. Néhány festmény fennmaradt ugyan, amelyeket a zen szerzetesek elszállítottak Japánba, azonban a csan (chan) buddhizmus erőteljes hanyatlásnak indult.

#### Csing(Qing)-dinasztia
A Csing (Qing)-dinasztia idején a mandzsu uralkodók támogatták a buddhizmus gyakorlását politikai és személyes okokból egyaránt. Sun-cse (Shunzhi) uralkodó elkötelezett csan (chan) buddhista volt, míg az őt követő Kang-hszi (Kangxi) uralkodó a tibeti buddhizmust támogatta, és azt állította, hogy ő Mandzsusrí bodhiszattva egyik megtestesülése. Azonban a buddhista művészet csak a dinasztia harmadik uralkodójának, Csien-lung (Qianlong)nak az idején érte el az időszak legmagasabb uralkodói támogatottságát. Rengeteg vallásos művet rendelt tibeti stílusban, amelyek közül több is álruhában ábrázolja őt, rejtélyes szentként. Az ebben az időszakban készült művészeti alkotásokat a tibeti és a kínai művészeti megközelítések egyedi ötvözete jellemzi.
Csien-lung (Qianlong) kínai császár több nagyszabású építési projektbe kezdett. 1744-ben újra felavatta a pekingi Jungho (Yunghe)-templomot tibeti buddhista kolostorként és számos vallásos festményt, szobrot, textíliát és vésett táblát ajándékozott a templom számára. A császár másik projektjeként átadott Hszü-mi Fu-sou (Xumi Fushou) templom és a benne található műtárgyak ötvözik a tibeti és mandzsu művészeti stílusokat.
Csien-lung (Qianlong) 1795-ös lemondása után a tibeti buddhizmus népszerűsége lecsökkent. Úgy tartották, hogy a Csing (Qing) udvar azért támogatta a tibeti buddhizmust, hogy politikai kapcsolatokat építsen ki a mandzsu, mongol és tibeti közösségekkel. Ezt az elméletet az elmúlt időszakban cáfolták akadémiai körökben.

### Korea

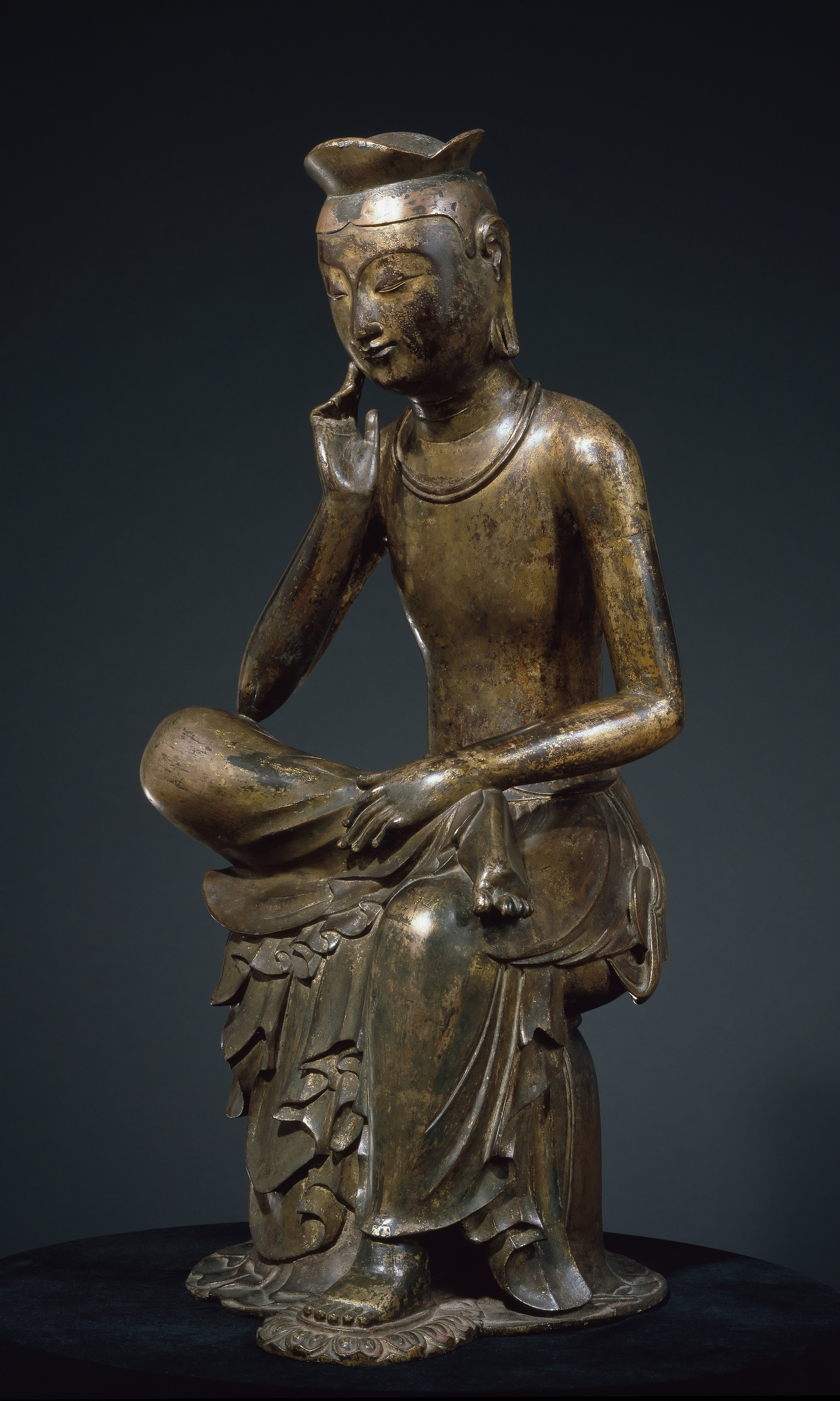
Pangaszajuszang (Bangasayusang), félig ülő, gondolkodó Maitréja szobor, 7. század körül

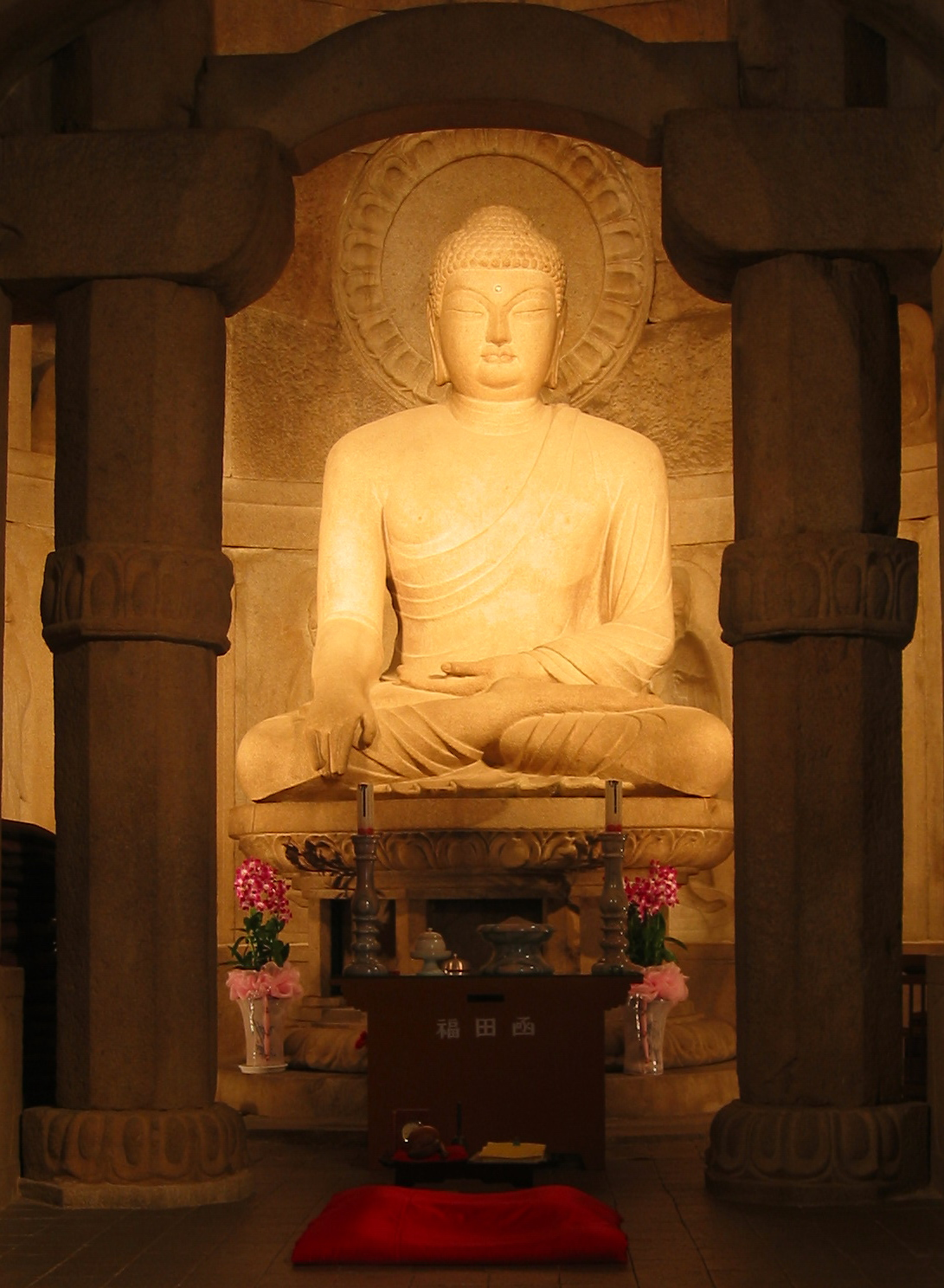
A Szokkuram (Seokguram) barlang világörökségi helyszín

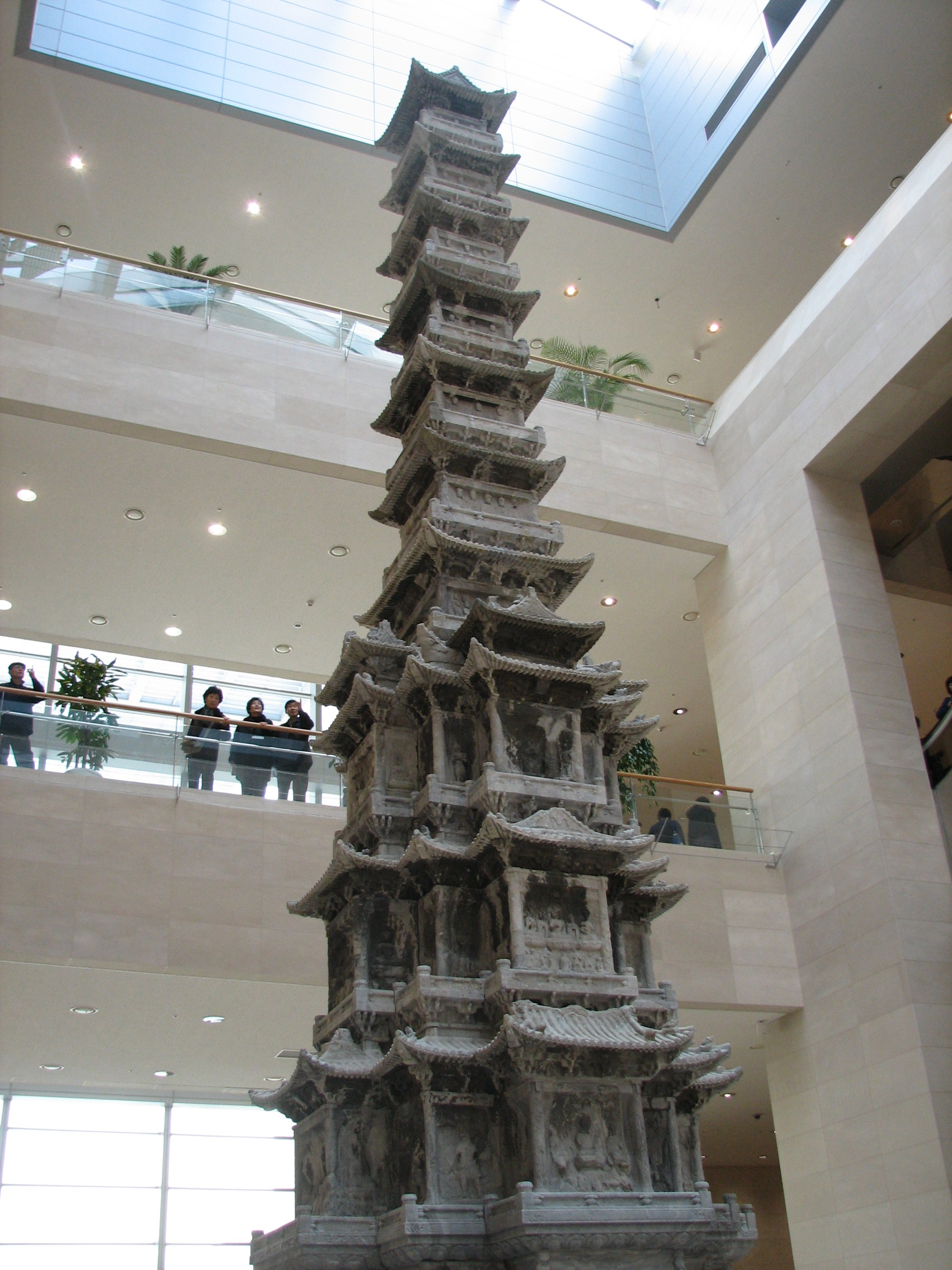
A Korjo (Goryeo)-időszakban épült Kjongcshonsza (Gyeongcheonsa) pagoda (경천사십층석탑) a Koreai Nemzeti Múzeum első emeletén. Nemzeti kincs

Korea buddhista művészete általánosságban tükrözi az egyéb buddhista hatások és a koreai kultúra keveredését. Ezenkívül a koreai buddhista művészetben egyértelműen felfedezhető a sztyeppék művészete – elsősorban a szibériai és szkíta behatások – az olyan régészeti leletekből, a sillai királyi koronák, övcsatok, tőrök és egyéb ékszerek. Ennek a művészetnek a stílusa geometrikus, absztrakt és gazdagon díszített. Számos buddhista emlék Dél-Koreában nemzeti kincs, örökségvédelem alatt áll.

#### Korea három királysága
Korea három királysága közül elsőként Kogurjo (Goguryeo) idején érkezett a buddhizmus Koreába, 372-ben. Azonban a kínai feljegyzések szerint, valamint a Kogurjo (Goguryeo)-síremlékeken található motívumok alapján ennél a dátumnál már korábban is jelen volt a buddhizmus Koreában. A Pekcse (Baekje) királyság hivatalosan 384-ben vette fel a buddhizmust. Az eléggé elszigetelt Silla királyság hivatalosan csak 535-ben vált buddhistává, azonban a kogurjói (goguryeói) szerzetesek már az 5. századtól kezdve terjesztették itt is a buddhizmus tanait. A buddhizmus bevezetése szükségessé tette a kézműveseket is, hogy képeket készítsenek a tiszteletadásokhoz, építészek kellettek a templomokhoz és tudósok a buddhista szútrákhoz. Ez végső soron átalakította az egész koreai civilizációt. A nem han kínai hszienpej (xianbei)i „barbár” topa (tuoba) klán különösen szerepet játszott a kifinomult művészeti stílusok átadásában. Ezek az emberek hozták létre 386-ban az észak-kínai Vej (Wei)-dinasztiát. Ennek a népnek a stílusa különösen hatással volt  Kogurjo (Goguryeo) és Pekcse (Bakeje) művészetére. Később a pekcsei (bakejei) művészek juttatták el ezt a stílust Japánba, kiegészítve a déli dinasztia elemeivel, valamint egyedülálló koreai elemekkel. A koreai kézművesek rendkívül igényesen válogatták meg, hogy mely regionális stílusokat ötvözik egymásba, amely végül egy önálló koreai művészeti stílussá fejlődött.
Amíg a kogurjói (goguryeói) buddhista művészet az északi Vej (Wei) prototípusaival mutatott hasonlóságot, addig a Pekcse (Bakeje) királyság a kínai déli dinasztiákkal ápolt szoros kapcsolatokat. Ezt jól példázzák a finom és arányos pekcsei (baekjei) szobrok. Ezt jól összefoglalja az arcokon szereplő mérhetetlen mosoly, amelyet a történészek úgy neveznek: „Pekcse (Baekje)-mosoly”. A Silla királyságban is kifejlődött egy egyedülálló buddhista művészeti hagyomány, amelyre jellemző a Pangaszajuszang (Bangasayusang) (반가사유상), egy félig ülő, gondolkodó Maitréja, akinek a koreaiak által gyártott ikertestvérét, Miroku Boszacut, elküldték ajándékként Japánba, amely ma a Kórjú-dzsí templomban található. A buddhizmus révén a három királyság időszakában hatalmas templomépítési projekteket hajtottak végre. Ilyen volt a Pekcse (Baekje) királyságban a Miruksza (Miruksa) templom és a sillai Hvangnjongsza (Hwangnyongsa) templom. A 6. században a koreai buddhista művészetre nagy hatással volt Kína és India, mindamellett egyre erőteljesebben mutatott sajátos jellegzetességeket is, amelyek megfigyelhetők a japán korai buddhista művészetekben és néhány korai japán buddhista szobornál, amelyekről úgy tartják, hogy Koreában készülhettek vagy legalább Japánba vándorolt koreai kézművesek keze nyomán. Annak ellenére, hogy néhány tudós szerint Korea csupán továbbította érintetlenül a buddhizmust Japánba, a három királyság, közülük is elsősorban Pekcse (Bakeje), aktívan formálta a buddhista hagyományokat.

#### Egyesített Silla
Az Egyesített Silla időszakában Kelet-Ázsia kifejezetten stabilnak számított, amikor Kínában és Koreában is egységes kormányzás folyt. Kezdetben az Egyesített Silla művészete ötvözte a sillai stílust a pekcse (baekje)i stílussal. A koreai buddhista művészetre is hatással volt az új Tang-dinasztia stílusa, amelyre jó példa az újonnan megjelenő, népszerű buddhista motívum, a teljes-arcú Buddha szobor. A Tang-dinasztia területe Kelet-, Közép-, és Dél-Ázsia találkozásánál helyezkedett el, ezért ennek a kornak a buddhista művészetére itt az úgynevezett nemzetközi stílus volt a jellemző. Ebben az időszakban virágzott az állami támogatású buddhista művészet, amelynek egyik jellegzetes alkotása a Szokkuram (Seokguram)-barlang.

#### Korjo(Goryeo)-dinasztia
918-ban volt az Egyesített Silla királyság bukása és a Korjo (Goryeo)-dinasztia megalapítása, amely új időszakot nyitott a koreai buddhista művészet számára. A korjói (goryeói) királyok bőkezűen támogatták a buddhizmust, főleg a buddhista festményeket és az arannyal és ezüsttel írt szútrákat. Ennek a kornak a legkimagaslóbb teljesítménye a mintegy 80 000 fatáblára vésett Tripitaka Koreana, amelyet két példányban is elkészítettek.

#### Csoszon(Joseon)-dinasztia
1392-ben megfosztották trónjától Korjo (Goryeo) utolsó királyát és megalapították a Csoszon (Joseon)-dinasztiát. A korábbi buddhista iskolák előbb két iskolába tömörültek, majd ez a szám is csökkent, és a szon egyetlen iskolája maradt meg. A kormányzat erős elnyomása és a neokonfucianizmus ideológiai szembenállása ellenére a buddhizmus intellektuálisan gyarapodott. Számos írás született a buddhista kánon több részével (pl. a Gyémánt és a Szív szútrával) kapcsolatban. Kialakultak az ezeket és a kiemelkedő koreai szerzetesek válogatott műveit tartalmazó buddhista tananyagok. A Csoszon (Joseon)-dinasztia idején a buddhista kolostorok száma rendkívüli mértékben lecsökkent, és számos intézkedést vezettek be a buddhizmus ellen (pl. tiltották a buddhista temetéseket).

### Japán

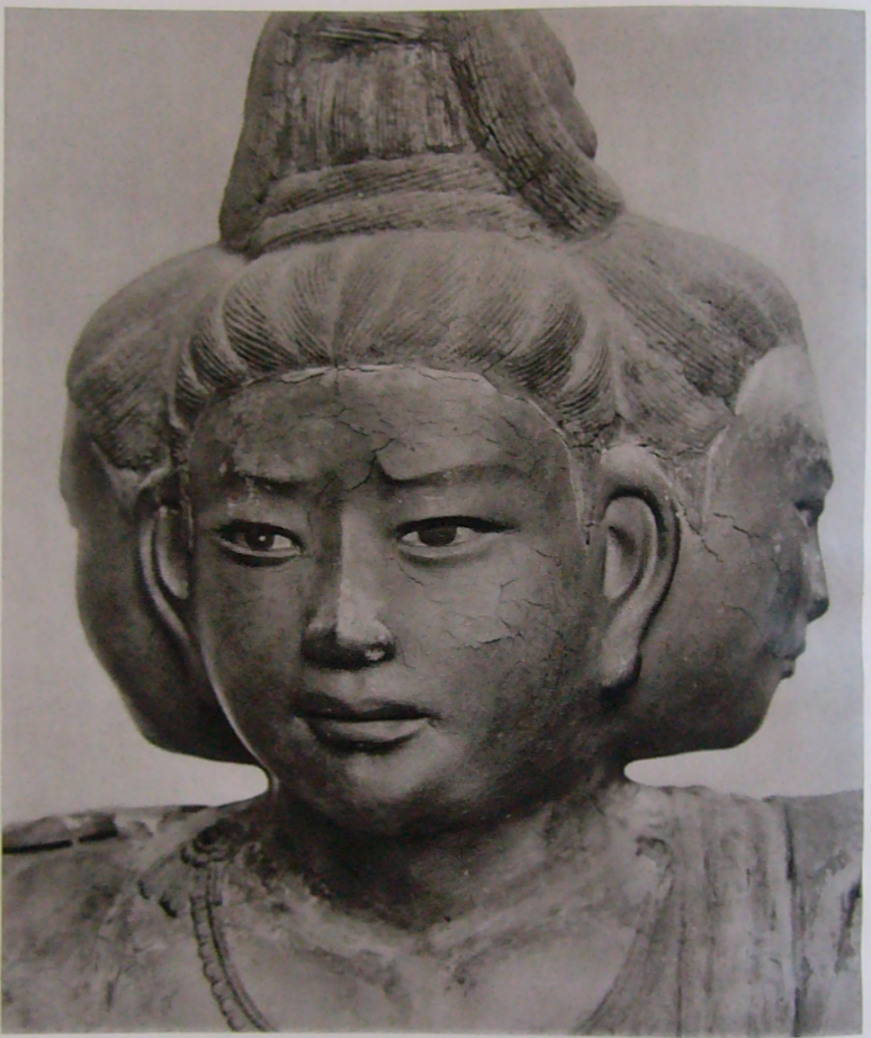
Aszúra a Kófukudzsi templomban, Nara (734)

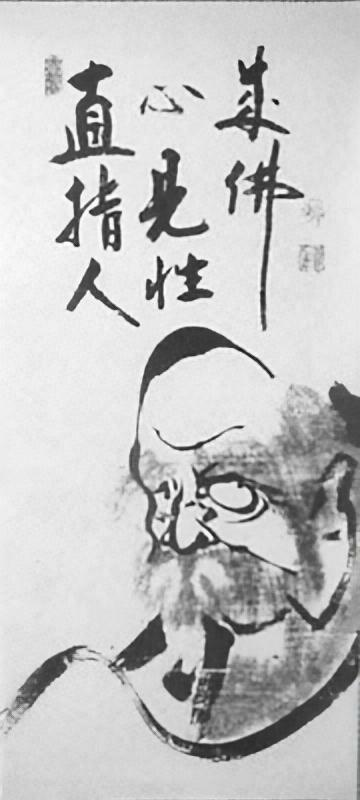
Bódhidharma pergamentekercsre írott kalligráfiája (1686–1769)

A Koreai-félszigeten keresztül, Kínából Japánba érkező buddhizmus fontos szerepet játszott a japán művészet fejlődésében a 6. század és a 16. század között. A 6. században Sótoku herceg, a 8. században pedig Sómu császár támogatta a buddhista művészetet. A korai Heian-korban a buddhista művészet és építészet komoly hatást gyakorolt a hagyományos sintó művészetekre, a buddhista festmények pedig közkedveltté váltak a tehetősebb japán családok körében. A Kamakura-korban virágzott a japán buddhista szobrászat, melynek alapjait a Heian-kor legjelentősebb szobrásza, Dzsócsó fektette le munkásságával. A tömegek körében a buddhista művészet a tekercsfestmények és egyéb vallási tematikájú festmények elterjedésével lett népszerű.
711 után számos templom és kolostor épült a fővárosban, Narában, köztük a Hórjúdzsi arany terme és a Kófuku-dzsi templom ötemeletes pagodája. Számtalan festmény és szobor készült ebben az időszakban, gyakran kormányzati segítséggel. Az indiai, hellén, kínai és koreai művészeti hatások ötvözetéből kialakult egy eredeti stílus, amelyet a realizmus és az elegancia jellemzett. Rengeteg japán buddhista művészalkotás született a 8–13. században, a Nara-, Heian- és Kamakura-korban.
Japánban kifejlődött a buddhista istenek panteonját ábrázoló rendkívül gazdag, jelképes művészeti forma, amelyet olykor ötvöztek hindu és sintó elemekkel. Ez a művészet egészen változatos, kreatív és feltűnő.
A 12. századtól alakult ki a zen művészet, amelynek aranykora a Muromacsi-korban volt. A zen művészet legfőbb ismertetőjegyei az egyedülálló festmények (mint a tusfestés – szumi-e) és a költészet (elsősorban a haikuk), amelyek a világ igaz lényegét szándékoztak kifejezni impresszionista és dísztelen, „nem-dualista” ábrázolásokon keresztül. A „jelen pillanatban” való megvilágosodás keresése egyéb fontos művészeti ágak kialakulásához is vezetett, mint például a „csa-no-ju”, a japán teaszertartás, vagy az ikebana, a virágrendezés művészete. Ez egészen odáig vezetett, hogy szinte bármely emberi tevékenységet művészetnek tekintettek, amelyben jelen van egy erős spirituális és esztétikus tartalom. Az egyik legfontosabb és legjelentősebb művészetet a harcművészetek jelentették.
Az Azucsi–Momojama-korban emelkedett fel a Kanó iskola, amely a japán festészet egyik leghíresebb ága. A Kanó festészeti iskola volt a domináns stílus a festészetben a Meidzsi-korig. Kanó Maszanobu alapította, aki Szessú kortársa és Súbun tanítványa volt. Éles ellentétben a korábbi Muromacsi-korral, az Azucsi–Momojama-kort nagyszabású és sokszínű stílus jellemezte, valamint széles körben használták az arany és ezüst fóliákat, grandiózus műveken dolgozva. Kanó Eitoku kidolgozott egy mintát monumentális tájak ábrázolására a tolóajtókon így a táj körülveszi a szobát. Ezek a hatalmas falfestmények a katonai nemesség várait és kastélyait dekorálták. Ez az állapot folytatódott a későbbi Edo-korban is, mivel a Tokugava bakufu továbbra is támogatta a Kanó iskola munkásságát, mint a sógun, a daimjók és a császári udvar hivatalosan elismert művészetét. A Kanó iskola felemelkedésével megkezdődött a buddhista témáktól való elmozdulás, és a támogatók egyre inkább világi jellegű témával foglalkozó festményeket kívántak palotáikban látni. Azonban néhány festő ebben a korszakban is visszatekintett a buddhista pap-festőkre, akiknek munkája kezdetben befolyásolta a Kanó iskola stílusának alakulását.
A buddhizmus jelenleg is aktív Japánban. A mai napig mintegy 80 000 buddhista templomot őriztek meg, amelyek közül sok épült fából, és folyamatos karbantartásra szorul.

#### A japánkertek és a teaszertartás

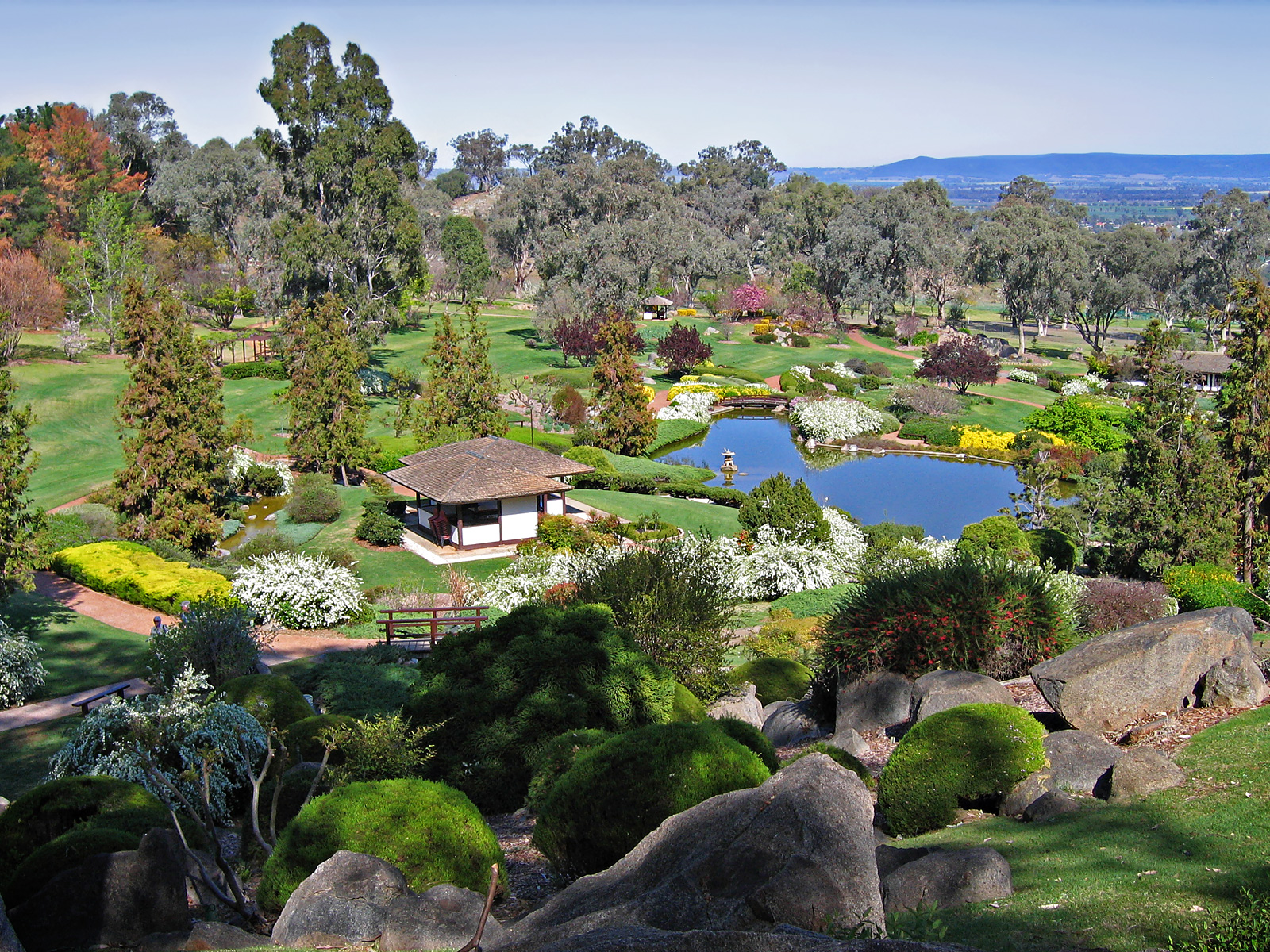
A cowrai japánkert látképe bemutatja a japánkertek hagyományos elemeit

A japánkert (kandzsi: 日本庭園, nihon teien) japán stílusban készült kert, melyet magánkertekben, nyilvános parkokban vagy buddhista templomok mellett, illetve történelmileg jelentős helyeken (például várak mellett) alakítanak ki. A japánkerteknek több változata ismert: hagyományos japánkert, sziklakert (kareszanszui), vagy más néven szárazkert és a japán teaszertartáshoz kötődő teakert. Amikor a buddhizmus a 6. században kezdett Japánban elterjedni, tovább erősítette a természeti környezet és a spiritualizmus kapcsolatát. Már a 6–7. században azt gondolták, hogy a kertek építése a buddhista világrend kicsinyített másaként szolgálhat.
A japán kertművészet kínai hatásra kezdett fejlődni, de fokozatosan a japán kultúrára, esztétikai elvekre és anyagokra épülő saját, egyéni stílusa alakult ki. Az Edo-korra már teljesen kialakult ez a sajátos japán stílus. A 19. század vége óta nyugati elemek is megjelentek a japánkert művészetében.
A japánkert egyszerre gyönyörködtet és elgondolkodtat. A kerteket, mint átfogó kompozíciót értékelhetjük, melyben a különböző szögekből láthatjuk, ahogy a természetben kifejeződnek az évszak, napszak és időjárás sajátosságai. Egyes japánkerteket csak arra szánnak, hogy a szemlélődő kívülről, egy bizonyos szögből nézze, vagy csak kívülről, de több szögből, de sok kert bejárható vagy körüljárható, az építője szándékainak megfelelően.
Az egyik legismertebb japánkert a Rjóan-dzsi templom sziklakertje. A japánkertek nagy népszerűségnek örvendenek Japánon kívül is, több kontinensen is megtalálhatóak, Magyarországon is több helyen van látogatható japánkert.

### Tibet és Bhután

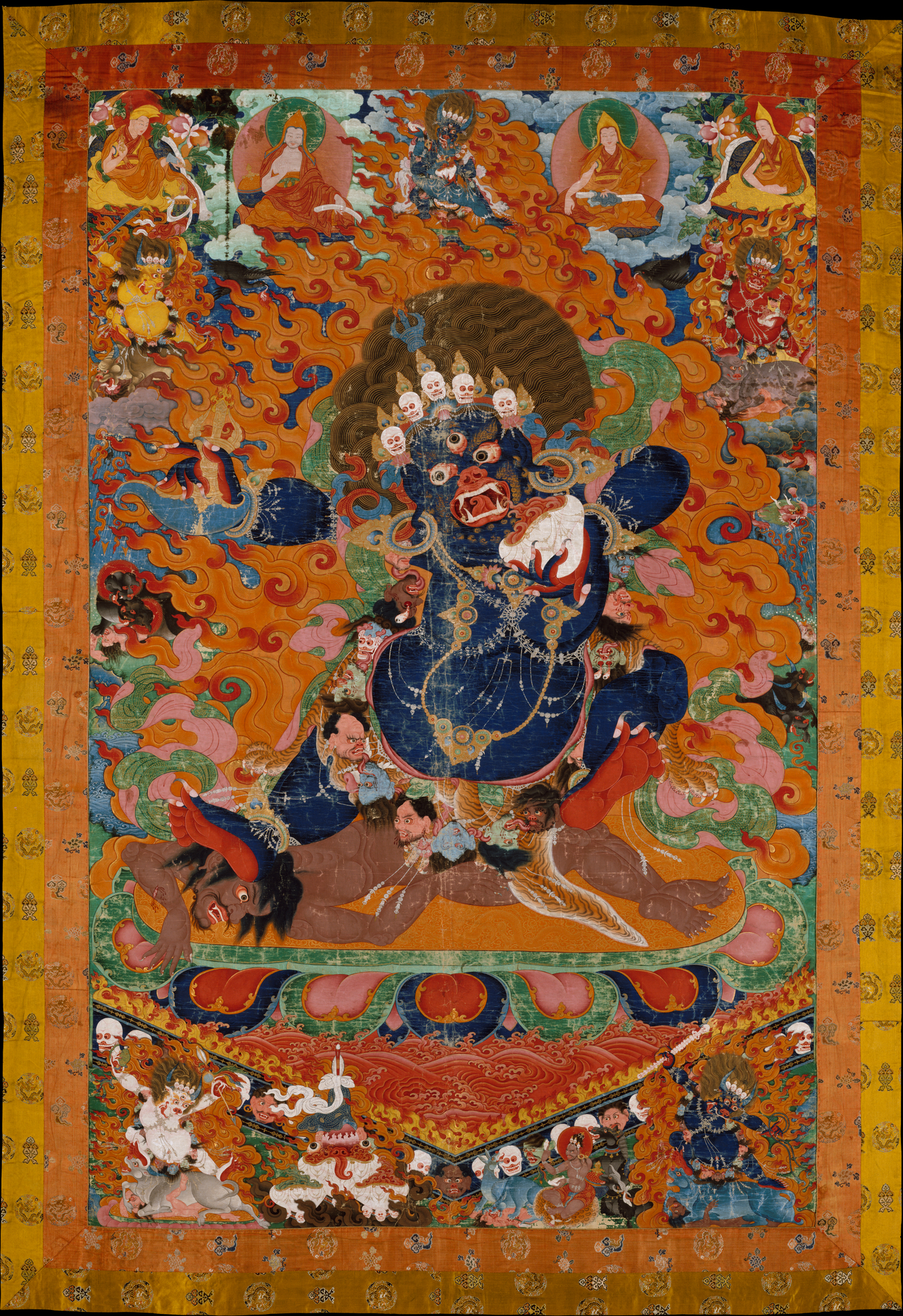
Jáma, a poklok ura – 18. század, Tibet

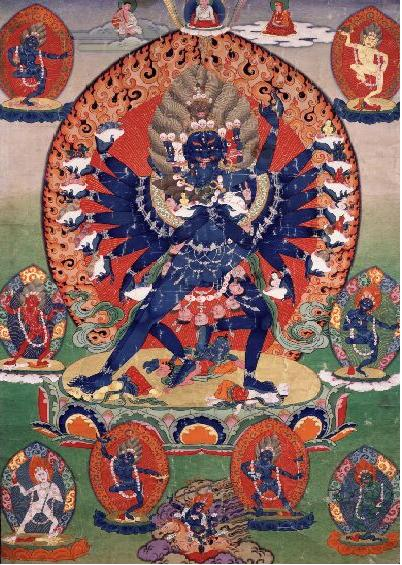
Hevadzsra, a víz elem haragos megtestesülése

A tantrikus buddhizmus mozgalomként indult Kelet-Indiában az 5–6. század környékén. A tantrikus buddhizmus több gyakorlata a brahmanizmusból ered (a mantrák és a jóga használata, vagy az áldozati felajánlások elégetése). A 8. századtól a tantrizmus a Tibetben hagyományos bon hiedelemvilággal keveredve a térség fő vallása lett. Központi földrajzi elhelyezkedésének köszönhetően a tibeti buddhista művészetre hatással volt az indiai, nepáli, görög és kínai művészet is.
A tibeti buddhizmus egyik legfontosabb jellegzetessége a mandala, a négyzetet bezáró, kör alakú „isteni templomok” ábrája, amelynek célja, hogy segítse a híveket a meditációs koncentrációban, és hogy követni tudják a vallás ösvényét  Buddha központban elhelyezett képéig. Az ábrázolás módjait a buddhista Gupta Birodalom és a  hindu művészet inspirálta.
Az imazászlók használatát a tibeti buddhizmus a bon vallásból vette át, ahol gyógyító szertartásoknál használták az adott alapszínre festett és mágikus szövegekkel ellátott textildarabokat, mivel ezeknek gyógyító hatást tulajdonítottak. Atísa, amikor Tibetbe érkezett, már  szent szövegeket és mantrákat írt a zászlókra, és ezeket terjesztette ország szerte. Kétféle imazászló létezik, a vízszintes lungta („szélparipa”), illetve a függőleges darcso („minden érző lény gyarapodása”). Az alapszínek a piros, kék, sárga, zöld, fehér, amelyek az Öt Buddhacsaládot és az öt őselemet jelképezik. A zászlókat ennek megfelelő meghatározott rendben fűzik fel.

Az imamalmok fából, fémből vagy bőrből készült üreges, nyéllel ellátott hengerek, amelyek belsejében papírhengerre fadúcokkal nyomtatott szent szövegek, mantrák vannak, többnyire az om mani padme hum mantra szövegével. A tibetiek hite szerint ezt az óramutató járásával megegyezően megforgatva megfelel a  mantra elmondásának. Léteznek vízzel, széllel, sőt ma már villanymotorral hajtott imamalmok is.
Az imafalak kőlapokra vésett szakrális szövegek, többnyire ezek is mantrák, amelyekből falakat, dombokat emelnek magaslatokon, így ezeknek mágikus erőt tulajdonítanak.

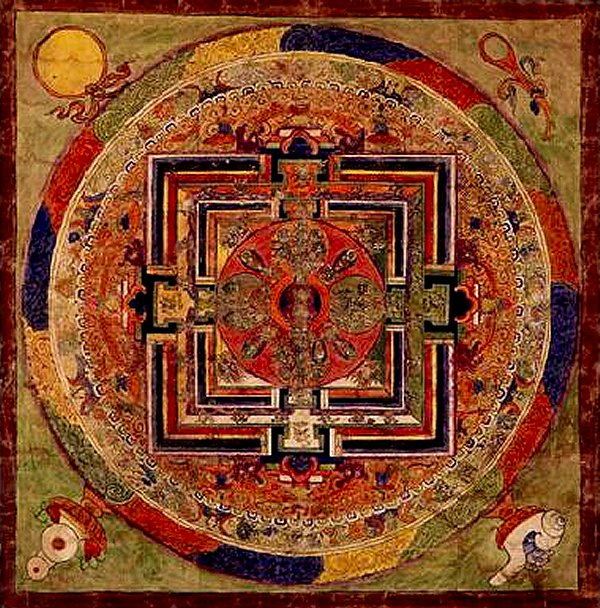
A Bardo tödol mandalája

A „Négy méltóság” mitikus állatokat szimbolizál, amelyek a bodhiszattva hozzáállás különböző aspektusait képviselik, ilyen az erő, a védelem, és a vidámság.
- A sárkány a mennydörgés, az együttérzést szimbolizálja, amely felébreszt bennünket a káprázatból és növeli a megértés hatékonyságát. Megjelenítésére egy sárkány rajzát használják, hitük szerint megvédi őket a rágalmazástól és növeli az ember hírnevét.
- A tigris jelképezi a feltétel nélküli bizalmat, a fegyelmezett tudatosságot, kedvességet és szerénységet. Ez a nyugodt, még feszültség alatt lévő állapot arra utal, hogy létezik egy természetes értelemben vett elégedettség és beteljesülés, végső soron ez maga a megvilágosodás állapota.
- A havasi oroszlán a keleti féltekén lakozik, és a feltétlen vidámságot, a kétségektől mentes elmét szimbolizálja. Ez a vidámság a test és a lélek egységéből következik, fiatalos, vibráló energiája a jóságnak és a természetes öröm érzésének. Néha Buddhát nyolc oroszlánnal körbevett trónon ábrázolják, ezek a nyolc fő bodhiszattva, a történelmi Buddha legfőbb tanítványait jelenítik meg.
- Garuda, a madárszerű lény, aki merész és bátor az északi területeket uralja. Jelképezi az erőt és a hatalmat, szárnyalásával a reményekkel teli és félelmek nélküli szabadságot. Kiküszöböli a nágák (rossz szellemek) negatív hatásait, akik betegséget okozhatnak az embereknek.

### Vietnám

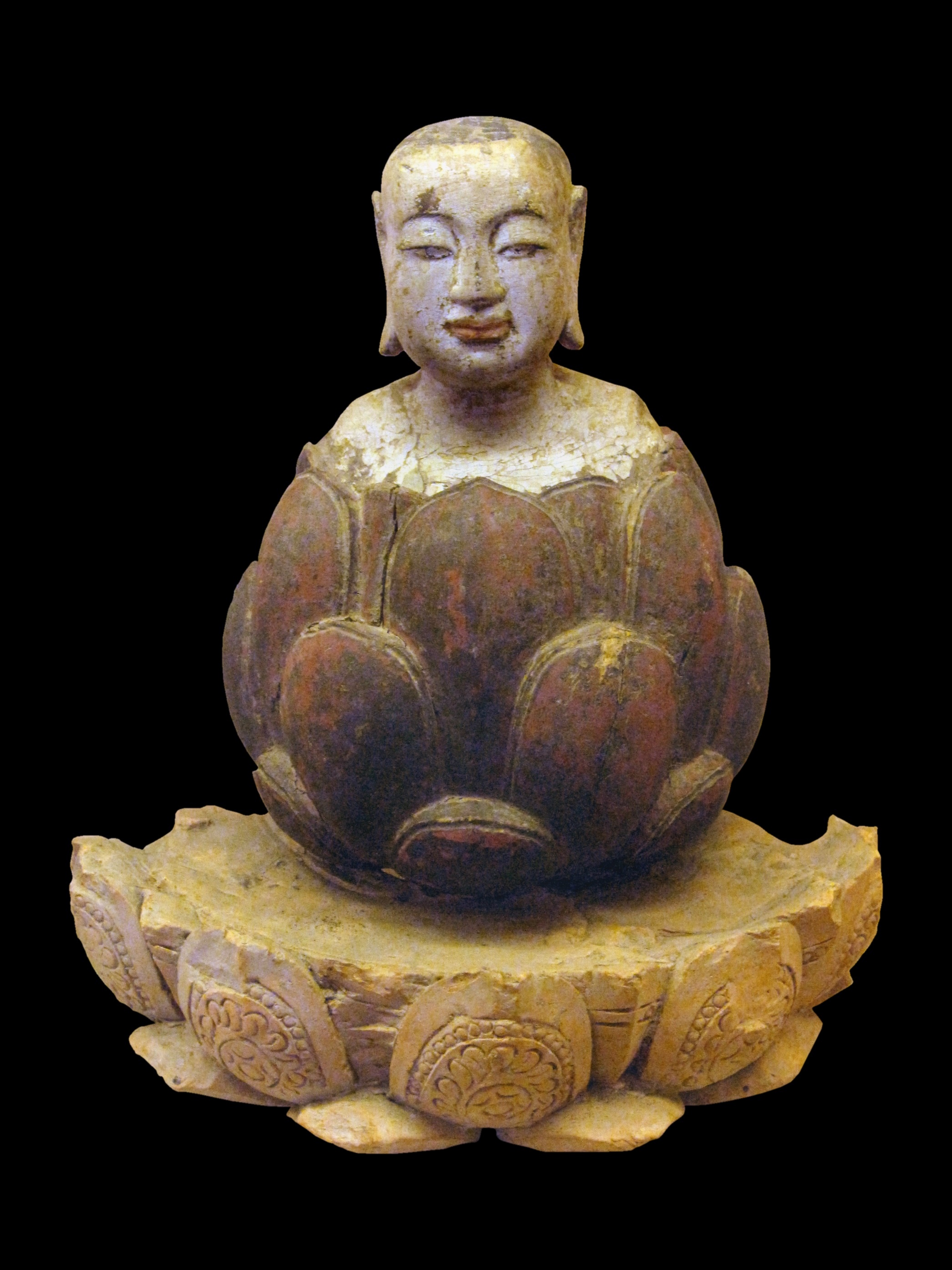
Lótuszból kiemelkedő fiatalkori Buddha. Bíbor és aranyozott fa, Tran-Ho dinasztia, Vietnám, 14–15. század

Jelentős volt a kínai hatás Vietnám (Tonkin) északi részén az 1. és a 9. század között, amikor a konfucianizmus és a mahájána buddhizmus volt a legelterjedtebb. A helyi buddhizmus szimbolikus kapcsolatban állt a taoizmus, a kínai spiritualitás és a bennszülött vallások bizonyos elemeivel.
Délen virágzott még a néhai Csampa királyság (mielőtt a vietnámiak északról elfoglalták). A csampák művészetét áthatotta az indiai művészet, ahogy a szomszédos Kambodzsát is. A legtöbb szobrot gazdagon díszítették. A Csampa királyság fővárosát 1471-ben magához csatolta Vietnám, amely az 1720-as években teljesen összeomlott, míg a csám emberek egész Délkelet-Ázsiában kisebbségként maradtak fent.
1975-ben Vietnám kommunista uralom alá került, és onnantól a vallási gyakorlatok, köztük a buddhizmus is, nem ajánlatos dolognak számítottak. A szervezett buddhista közösségek (szanghák) helyzetét ellehetetlenítették. Északon a kormány már korábban teljesen a saját felügyelete alá vonta az egyházakat, azonban délen még mindig erősnek számított az Egységes Vietnámi Buddhista Egyház. Vezetőiket letartóztatták és bebörtönözték. A szangha tulajdonait elkobozták és létrehoztak egy kormány irányítása alatt álló országos buddhista szervezetet.

## Déli buddhista művészet

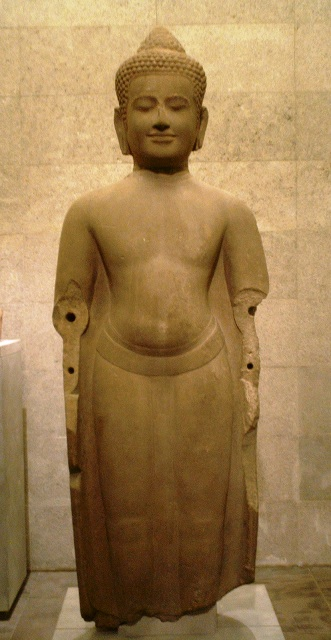
14. századi kambodzsai Buddha-szobor

A buddhizmus ortodox formáit, más néven a déli buddhizmust a mai napig gyakorolják Srí Lankán, Mianmarban (Burma), Thaiföldön, Laoszban és Kambodzsában. Az 1. század során a selyemúton való kereskedést gátolta a Pártus Birodalom felemelkedése a Közel-Keleten, amelyet még a Római Birodalom hadseregei sem tudtak soha legyőzni. Ennek következtében éledtek fel a tengeri kapcsolatok a Földközi-tenger térsége és Kína között, amelyen India egy közbeeső állomás volt. Innentől kezdve a kereskedelmi kapcsolatokon, a településeken és a politikai beavatkozásokon keresztül India erős hatást kezdett gyakorolni a délkelet-ázsiai területekre. A kereskedelmi útvonalak összekötötték Indiát Dél-Burmával, Thaiföld középső és déli részével, Kambodzsa és Vietnám déli részével, így számos tengerparti város fejlődött ki ebben az időszakban.
Több mint ezer évig a legfontosabb tényezőt az indiai hatás jelentette a térségben, amely bizonyos fokú kulturális egységet kölcsönzött a régió országaiban. A páli és a szanszkrit nyelv, valamint az indiai írás a mahájána és théraváda buddhizmussal, a brahmanizmussal és a hinduizmussal együtt közvetlen kontaktus révén terjedt el, szent szövegeken és olyan indiai irodalmakon keresztül, mint a Rámájana vagy a Mahábhárata. Így jelent meg a buddhista művészet a különböző délkelet-ázsiai országokban, ahol annak helyi jellegzetességei alakultak ki.
Az 1. és 8. század között több királyság versengett a térségben (főleg a kambodzsai Funan, majd a burmai Mon királyság), amely jelentősen hozzájárult a különböző jellegzetességek kialakulásához. Ezek főleg az indiai gupta stílusból eredtek. A buddhista alkotásokat hindu hatással ötvözték. Ebből az időszakból rengeteg fogadalmi tábla és szanszkrit felirat maradt fent.

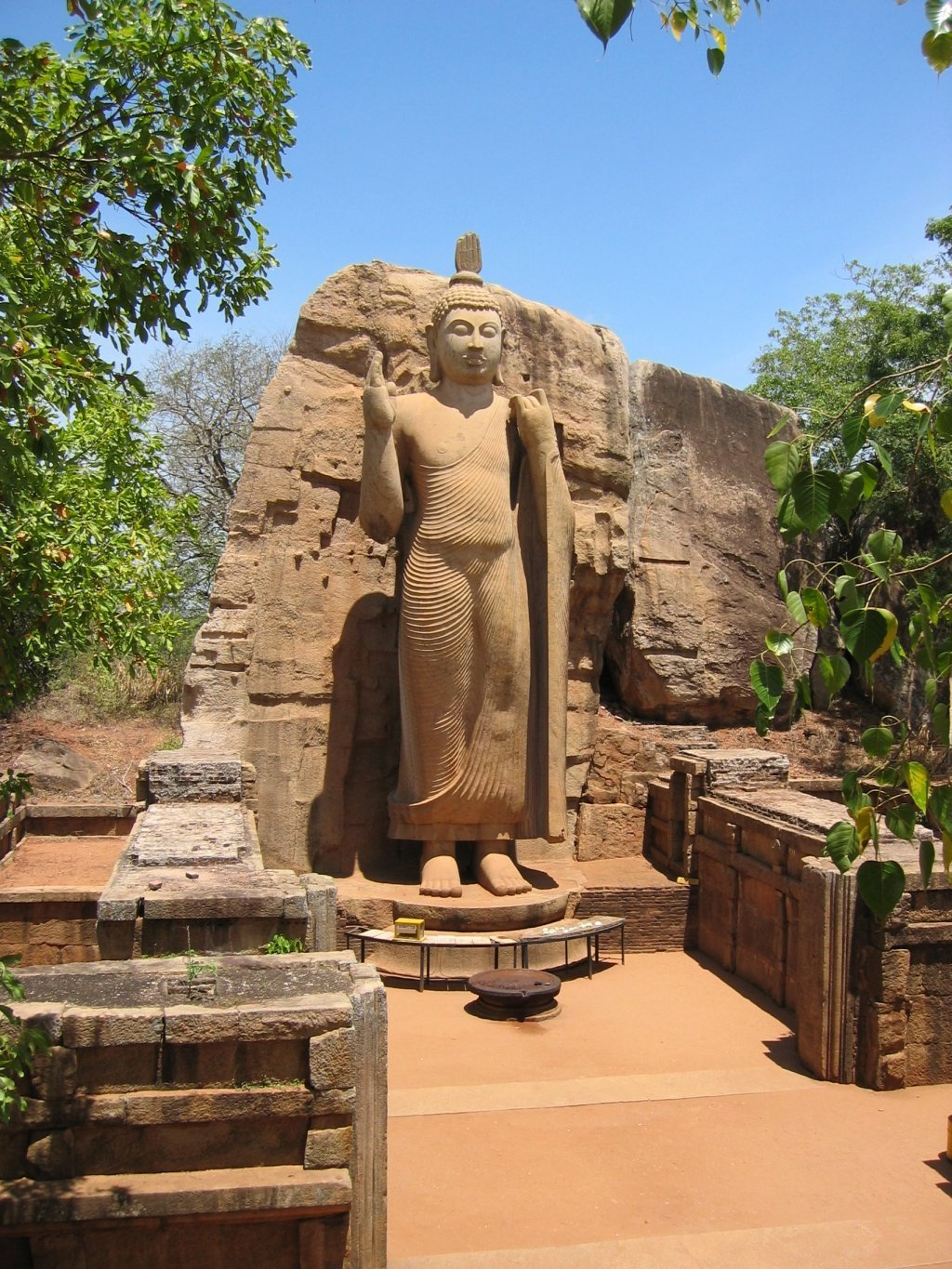
Avukana Buddha szobor az 5. századból, Srí Lanka

 A 9. és a 13. század között Délkelet-Ázsiában rendkívül erős birodalmak léteztek, amelyekben aktív volt az építészet és az egyéb művészetek. A Srívadzsaja és a Khmer Birodalom versengett egymással, amelyek közül mindkettő a mahájána buddhizmust követte, így mindenfelé a bodhiszattvák gazdag panteonjait ábrázolták.
A Srí Lankából érkező théraváda buddhizmust a 13. század környékén vezették be a Szukhothai királyságban. Hatalmas templom komplexumokat építettek, mivel ebben a korban a világi emberek számára a théraváda kolostorok központi fontossággal bírtak.
A 14. századtól a legfőbb tényezőt az iszlám terjedése jelentette, főleg a tengeren könnyen elérhető Malajzia, Indonézia, valamint a Fülöp-szigetek számára. A szárazföldön Burma, Laosz és Kambodzsa területein terjedt tovább a théraváda buddhizmus.

### Srí Lanka
A hagyomány szerint a buddhizmus az i. e. 3. században érte el Srí Lankát, amikor Asóka fia, Thera Mahinda hittérítése elérte a szigetországot. A buddhizmus terjeszkedése előtt a helyi lakosság animista világképe tele volt babonákkal. A különböző elő-buddhista hit átalakulása lassú folyamat volt. Annak érdekében, hogy a vidéki lakosság körében is népszerűségre tegyen szert a buddhizmus, szükség volt a különböző helyi szellemeket és természetfeletti lényeket is beépíteni a tanításokba. A legkorábbi kolostoregyüttes a Mahávihára volt Anurádhapura mellett. Ez lett az ortodox théraváda tanok központja, és egészen addig maradt is, amíg el nem készült az Abhajagiri Vihára i. e. 89-ben, amely a megreformált mahájána tanok székhelye lett. A két hely szerzetesei közötti rivalizálás további szakadásokat eredményezett, és így jött létre a Dzsetavanaráma a Mahávihára közelében. 
A Srí Lanka-i buddhizmus híres a kőbe és bronzötvözetbe vésett feliratairól.

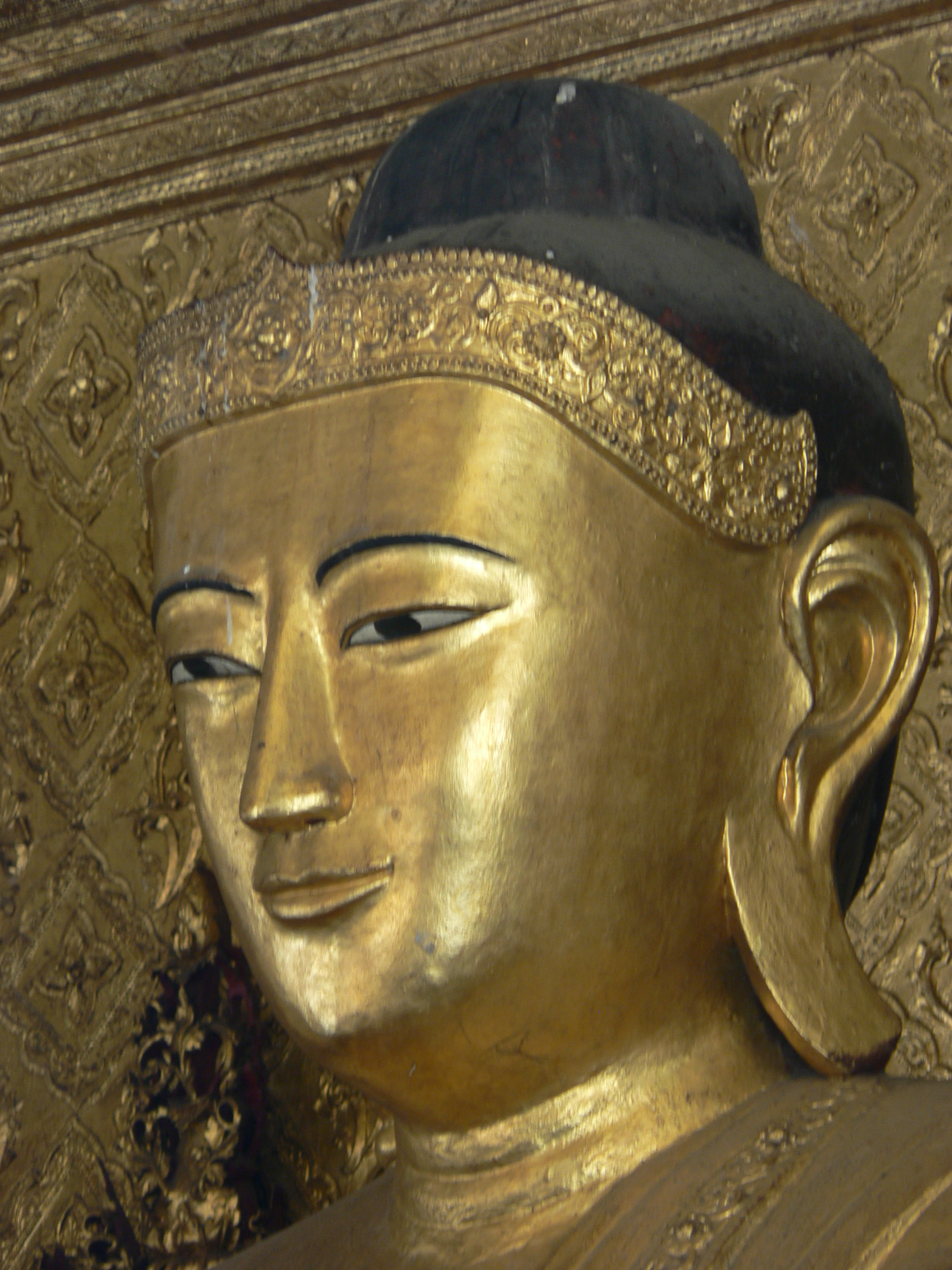
Mandalay stílusú Buddha-szobor

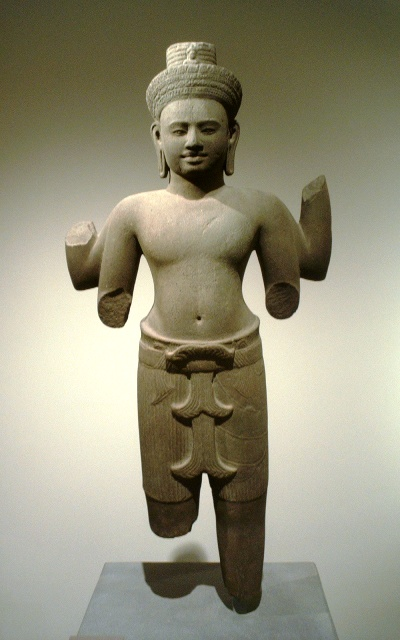
Bodhiszattva Lokesvara, Kambodzsa, 12. század

### Burma
Mianmar (Burma) India szomszédjaként természetes módon került India keleti részének hatása alá. A dél-burmai mon emberek állítólag i. e. 200 körül tértek át a buddhizmusra Asóka király idején, mielőtt kettévált volna a mahájána és a hínajána buddhizmus.
Korai buddhista templomokat találni Mianmar középső részén, amelyek az 1. és az 5. század között épülhettek. A monok buddhista művészetére nagy hatással volt a Gupta és az azt követő korok indiai művészete. A Mon Birodalom bővülésével elterjedt Délkelet-Ázsiában a manierista stílus az 5–8. században.
Később, a 11–13. században Bagan történelmi fővárosban több ezer buddhista templom épült, amelyek közül kétezer a mai napig áll. Gyönyörű, drágakövekkel kirakott Buddha-szobrok maradtak fent ebből a korból. Akkor sem állt le teljesen a műalkotások létrehozása, amikor a mongolok 1287-ben megszállták a területet.
Az Ava királyság idején, a 14. és a 16. század között, az ava stílusú Buddha-ábrázolás volt népszerű, amelyben Buddhának hosszan elnyúló fülei, eltúlzott felfelé ívelő szemöldökei, félig csukott szemhéjai, vékony ajkai vannak és hajkonty a feje tetején. Leggyakrabban Buddhát az ún. bhumiszparsa testtartással (mudrá) ábrázolják, ahogy meditálás közben megérinti a földet a jobb kezével.
A Konbaung-dinasztia korában, a 18. század végén, a mandalay stílus terjedt el, amely a mai napig népszerűségnek örvend ezen a területen. Buddha arca itt sokkal természetesebb, élettelibb, természetesen megdőlt szemekkel és vastagabb ajkakkal. A testtartások jellemzően fekvő, álló vagy ülő helyzetben ábrázolták Buddhát.
Egy másik jellemző stílus a san stílus, amely a san emberekről kapta a nevét, akik Mianmar hegyvidékes területein (és a szomszédos országokban is elszórva) élnek. Ebben a stílusban Buddhát szögletes vonásokkal látták el, nagy és hegyes orral és apró, keskeny szájjal.

### Kambodzsa
Kambodzsa volt a 3. és a 6. század között a Funan királyság központja, amely teljesen benyúlott Burmába, illetve délen egészen Malajziáig. Úgy tűnik, hogy hatása elsősorban politikai természetű volt, a kulturális hatásokat közvetlenül Indiától vették át.
A 9. és a 13. század között a mahájána és hindu Khmer Birodalom uralta a délkelet-ázsiai-félsziget hatalmas területeit. A khmerek hatása volt a legjelentősebb a buddhista művészetek fejlődésében. Több mint 900 templom épült Kambodzsában és a szomszédos Thaiföldön. Angkor volt ennek a fejlődésnek a központja, amelyben helyet kapott egy buddhista templomegyüttes és egy településszerveződés, amely képes volt ellátni akár egymillió utazót is. A kambodzsai buddhista szobrászat nagy része található Angkor területén. Azonban a szervezett fosztogatások mély nyomot hagytak az ország különböző helyszínein található műemlékeken.
A khmer művészet gyakran fejez ki intenzív spiritualitást istenien ragyogó kifejezésekkel úgy, hogy közben kíméletesen bánik a részletekkel, vagy spórol a vonalakkal.

### Thaiföld

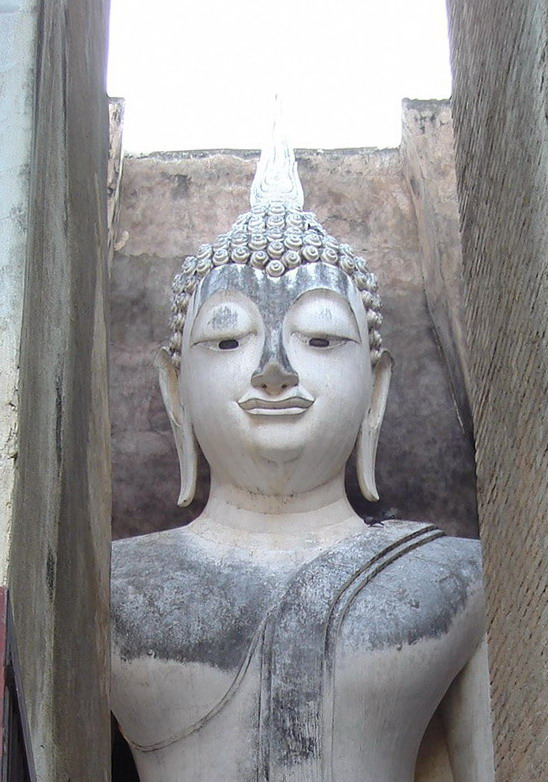
Phra Atcsana (Vat Szi Csum), Szukhóthaj, Thaiföld

Az 1. és a 7. század között a thai buddhista művészetre az indiai kereskedők, valamint a mon királyság terjeszkedése voltak nagy hatással. Így jött létre a Gupta Birodalom hagyományaiból származó hindu és buddhista ötvözet. Ebben a virtuóz stílusban készültek hatalmas méretű műtárgyak a régióban.
A 9. század után a thai művészetre jelentős hatást gyakorolt északon a kambodzsai khmer művészet és délen a Srívidzsaja – mindkettő a mahájána buddhizmushoz tartozott. Ebben az időszakban a buddhista művészetet a tiszta kifejezés jellemzi, tárgya a mahájána bodhiszattvák panteonja. A 13. századtól Srí Lanka felől érkezett a théraváda buddhizmus. Ez egybeesik azzal az időszakkal, amikor a Szukhóthaj királyság megalakult. Az új buddhista irányzatban erősen stilizált műalkotások keletkeztek, amelyekben az alakok néha már absztrakt módon geometrikusak (háromszorosan ívelt, felhúzott szemöldök, hullámvonalú száj).
Az Ajutthaja királyság korában (14–18. század) Buddhát sokkal stílusosabban ábrázolták, pompásan, pazar ékszerekkel és díszekkel. Sok thai szobrot és templomot egészítettek ki berakásokkal, és a felületeket arannyal vonták be.

#### Gautama Buddha ikonográfiája Laoszban és Thaiföldön

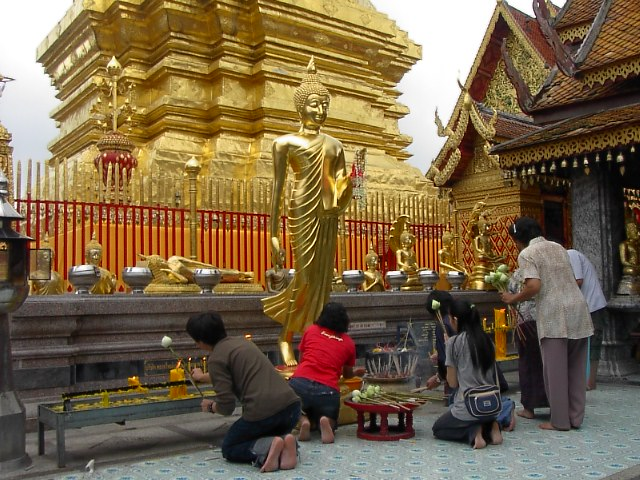
Buddhisták egy Buddha szobornál imádkoznak (Vat Doi Szuthep, Csiang Mai, Thaiföld)

Gautama Buddha ikonográfiáját Laoszban és Thaiföldön úgy nevezik, hogy pang phraputtarup (thai: ปางพระพุทธรูปปาง). Ezeken a területeken az ikonográfiák a történelmi Buddha utazásainak és tanításainak az epizódjait ábrázolják. A helyi buddhisták jól ismerik ezeket, és némelyiket nagyon kedvezőnek tartják attól függően, hogy a hét melyik napján születtek. Más buddhista országokban ehhez kapcsolódó, de másfajta ikonográfiát használnak. Ilyen például az indiai művészetben a mudrá (kéz- vagy testmozdulat, tartás).
Buddhát mindig bizonyos fizikai jellemzők szerint ábrázolják, meghatározott ruhában és testtartásban. Minden testhelyzetnek, főleg Buddha kezének és kézmozdulatának, meghatározott jelentése van, amelyet a buddhisták jól ismernek. A buddhisták számára Buddha helyes ábrázolása nem anabolisztikus, hanem hiposztatikus kérdés. Buddha valóságos spirituális emanációja kell, hogy legyen, amely természetfeletti képességekkel bír. Annak ellenére, hogy Buddha nem egy isten, a buddhisták a buddha-ábrázolások használatával igyekeznek kapcsolatba lépni a természetfeletti világgal. Ezért felajánlásokat tesznek és imádkoznak előttük.

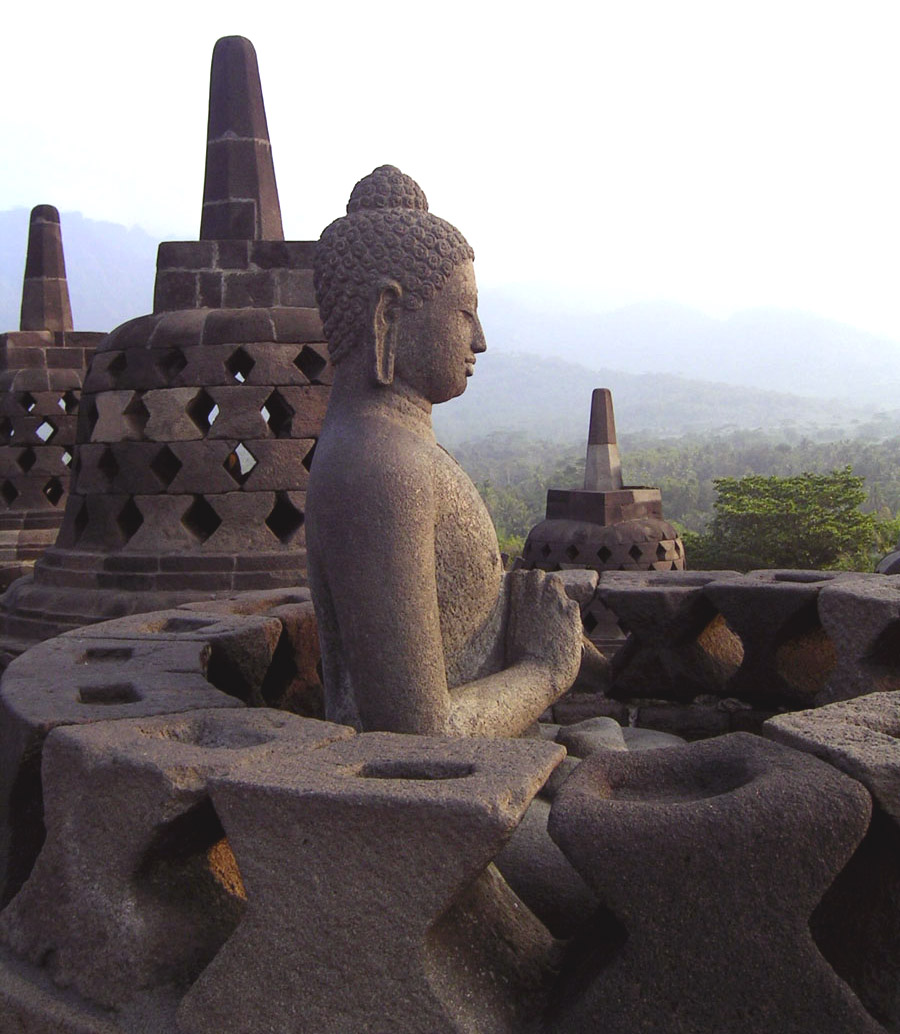
Borobudur egyik Buddhája

Természetesen nincsenek korabeli képek a történelmi Buddháról,  ennek megfelelően a Buddha-szobrokat se valósághű ábrázolásnak szánták. A legkorábbi festmények a halála után 500–600 évvel később keletkeztek. Ennek ellenére a buddhisták úgy tartják, hogy a Buddha-képek és szobrok Buddha egy idealizált valóságát mutatják és minden egyes ábrázolás beleilleszkedik a Buddhát ábrázoló történelmi ikonok sorozatába, amely egészen magáig Buddháig nyúlik vissza. Egy Buddha-ábrázolás megalkotásakor a művésztől elvárják, hogy legyen egyfajta spirituális tudatállapotban (szamádhi), hogy képes legyen maga elé képzelni Buddha  ideális valóságát. Olyan követelmény nincs, hogy minden Buddha-alkotás hasonló legyen. Valójában számtalan művészi stílus és helyi hagyomány létezik Buddha ábrázolására, mégis egy bizonyos szabályrendszer mentén készülnek a műalkotások.

### Indonézia
Délkelet-Ázsia többi részéhez hasonlóan úgy tűnik, hogy Indonéziára is India volt a legnagyobb hatással. Az 1. századtól kezdve Szumátra és Jáva, a Srívidzsaja birodalom (8–13. század) két központja volt a legjelentősebb tengeri hatalom. Itt a mahájána és a vadzsrajána buddhizmus vált uralkodóvá a Szailendra uralkodók idején. Srívidzsaja a mahájána buddhista művészetet terjesztette a délkelet-ázsiai félszigeten.
Rendkívül gazdag és kidolgozott építészeti maradványokat találtak Jáván és Szumátrán. A legpompásabb Borobudur temploma (a világ legnagyobb méretű buddhista építménye 780–850 között épült). A templomot a buddhista világegyetem koncepciója (mandala) alapján építették, amelyben 505 ülő Buddha-szobor és egy egyedi harang alakú sztúpa található. Borobudur falait domborművek hosszú sorával díszítették, amelyek buddhista szövegeket mesélnek el. Indonézia legősibb buddhista feliratai feltehetően a nyugat-jávai Karavang város melletti Batudzsaja sztúpákon találhatók, amelyeket a 4. század körül véshettek rájuk. Indonéziában a buddhista művészet a Szailendra-dinasztia idején érte el a fénykorát.

## A 20–21. században
Általánosságban az ázsiai országokban az új porték, a képek, a vallási tárgyak és az épületek mind hagyományos irányultságúak. A Buddha-szobrok jellemző ábrázolásai (testtartás és múdra), mint például a kilyukasztott fülcimpák, a hajzat stílusa és a szimbolizmus (bódhifa, lótusz, dharmacsakra stb) kanonizáltak, és a részletek is igen kötöttek. Az új művészeti alkotások a hagyományos mintákat követik, amelyben kiemelkedő fontosságú a szimbolizmus, viszont csak másodlagos a művészi kifejezés egyedisége. Ennek ellenére néhány ázsiai országban, elsősorban Japánban, Thaiföldön, Dél-Koreában, Srí Lankán és Balin (Indonéziában), a nyugati világgal történő intenzív kulturális érintkezések hatására a helyi művészek nyitottak a nyugati művészeti kifejezőmódok felé, és kialakultak bizonyos új, regionális stílusok. Ezek a művészeti alkotások azonban távolabb kerültek a vallásos háttértől és a vallásos gyakorlattól. Természetesen vannak olyan mai buddhista művészek is, akiknek a művészetében nagy hangsúly kerül a buddhista hagyományokra.
Rendkívüli művésznek számít a thai Gaudíként is emlegetett Csalermcsai Koszitpipat, aki 1997-ben tervezte a Rong Kun templomot (thai nyelven: วัดร่องขุ่น, jelentése: fehér templom), amely egy a megszokottól eltérő, kortárs buddhista templom a thaiföldi, Csiangraj régióban, Csiangraj várostól 15 km-re délnyugatra.

A buddhista zászlót a 20. században tervezték Srí Lankán

A templom minden apró részlete jelentéssel bír és a látogatót arra ösztönzi, hogy elmélyedjen az egyes buddhista tanításokban. A Fehér templom fő épülete (az „uboszot”) egy kis tó feletti hídon keresztül közelíthető meg. A híd előtt van egy kör alakú tér, ahol a mélyből kezek nyúlnak felfelé, a vágyak szimbolizálásaként. Ez a terület ábrázolja az emberi szenvedést és a poklokat. Az épülethez ívelő híd (nevének jelentése magyarul: „az újjászületések körforgásának hídja”) szimbolikus értelemben átviszi a látogatót a halálokon és újjászületéseken átvezető állapotba, amely már szenvedésektől mentes. A boldogsághoz vezető utat szimbolizálja azáltal, hogy az ember túljut  világi vágyain, kapzsiságon és kísértéseken. A tavacska mellett áll két kinnaree, a buddhista mitológiából ismert félig ember, félig madár alak.
A hídon átérve „a mennyország kapujába” érkezünk, amelyet két hatalmas alak védelmez, akik az emberi sorsok felett döntenek. Itt több meditáló Buddha szobor is van. A teljes egészében fehér főtemplom vakolatába fényvisszaverő tükrök vannak beépítve. Annak ellenére, hogy a régi templomokban buddhista történeteket szoktak ábrázolni a freskók, a fehér templom falain a jó és a rossz színes, modern megjelenítéseit találjuk. A művész olyan alakokat választott, mint Batman, a Pókember, Elvis, illetve egyéb képregény- és  filmhősöket. A templom hátsó falára Buddha arany freskóját festették.
1952-ben a Buddhisták Világszervezete két új szimbólumot fogadott el: a nyolcküllős dharmacsakra és az ötszínű buddhista zászló, amelyet Srí Lankán terveztek az 1880-as években.

## Építészet

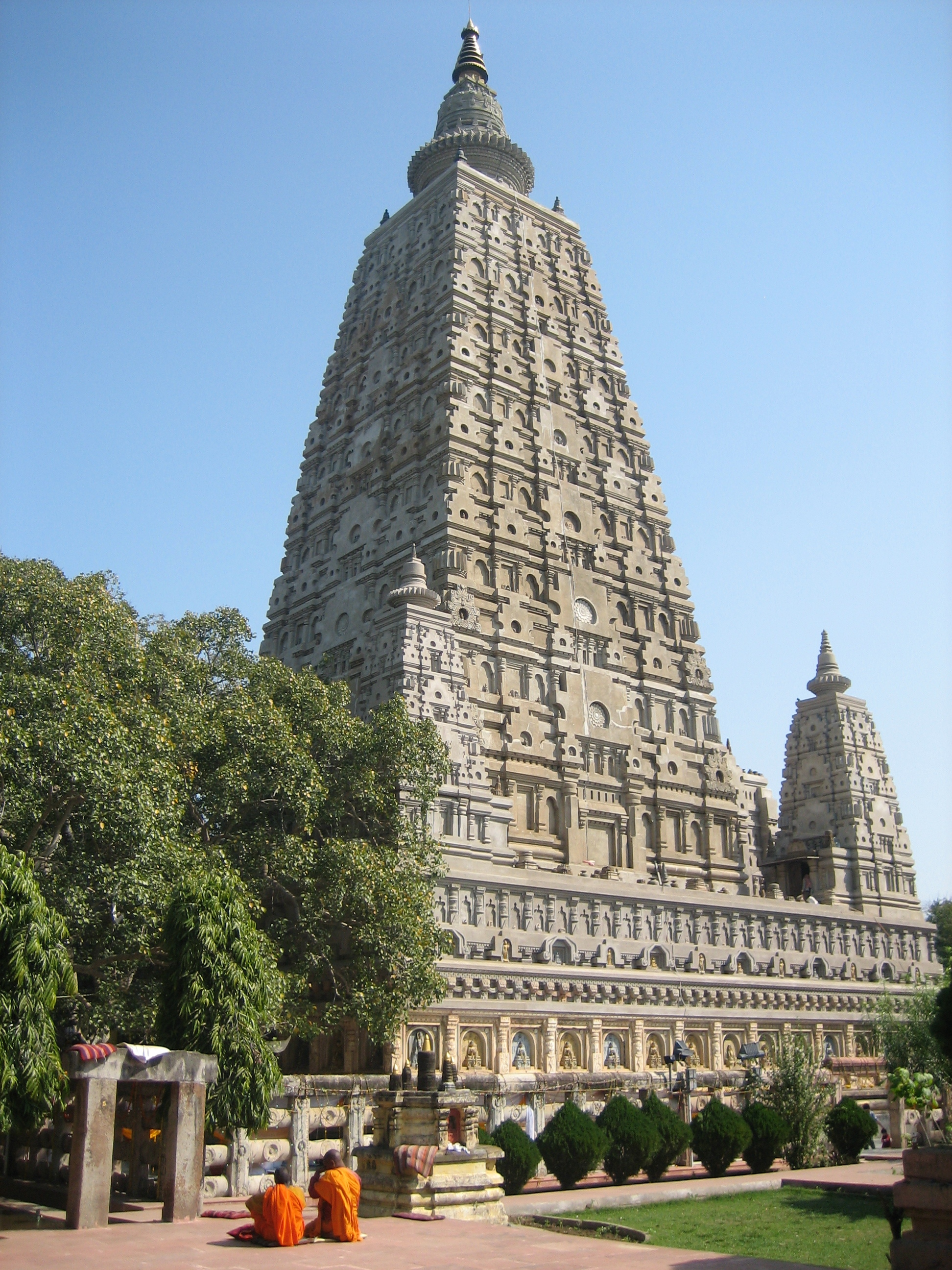
A Mahábódhi templom az indiai Bodh-Gaja városában

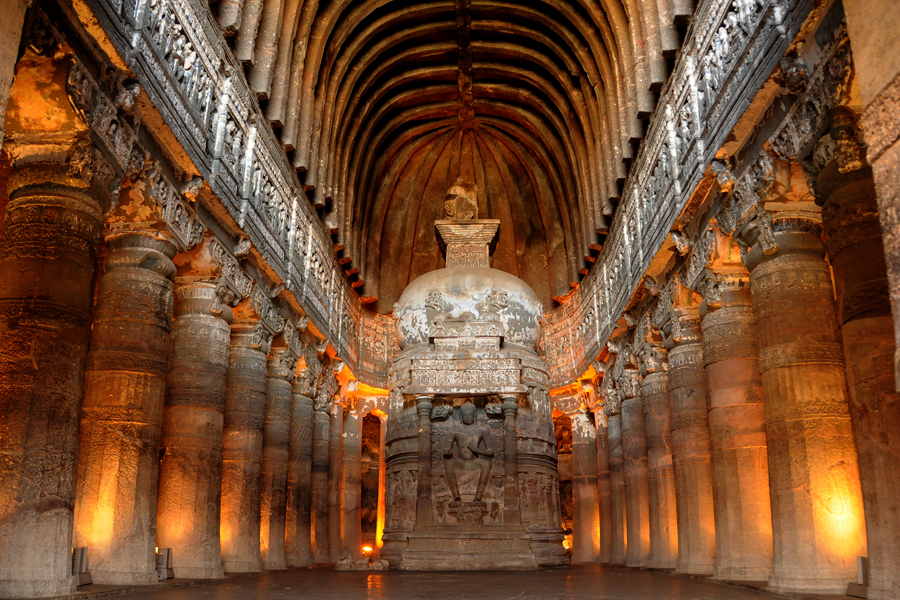
Oszlopos csarnok sztúpával az Adzsantai barlangtemplomok 26. számú barlangjában

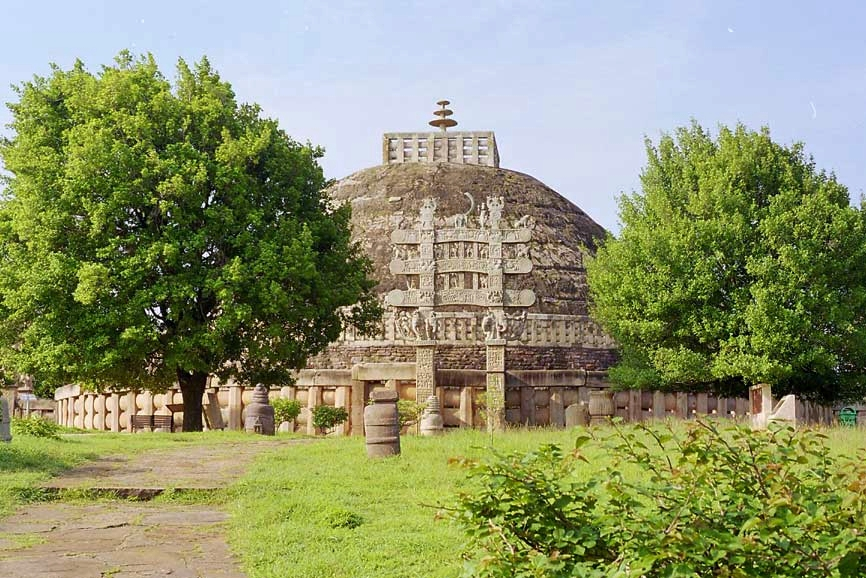
A Száncsi nagy sztúpa India egyik világörökségi helyszíne

A buddhista építészet Dél-Ázsiában alakult ki az i.e. 3. század után. A korai buddhizmusban három épülettípus fejlődött ki: kolostorok (vihára), relikviák épületei (sztúpa), valamint szentélyek és imatermek  (csaitja). A vihárák kezdetben ideiglenes menedéknek számítottak, amelyet a vándorszerzetesek (bhikkhuk) használtak az esős évszak során. Később, az egyre növekvő számú vallási gyakorlók számára már állandó lakhelyül szolgáltak. Az egyik ma is létező ősi helyszínt jelenti Nálanda (Bihár állam, India). Az erődszerű, himalájai buddhista királyságokra jellemző dzong építészet egyedülálló jellegzetességeket hordoz. A sztúpák eredeti szerepe a hódolatbemutatás és Gautama Buddha ereklyéinek biztonságos tárolása volt. A legkorábbi, ma is álló ilyen épület a Száncsi buddhista emlékek között található sztúpa (Madhja Prades, India).
A vallási gyakorlatok megváltozásával egyetemben a sztúpák fokozatosan beépültek a csaitja-grihákba, azaz az imatermekbe. Ezek az i. e. 1. században élték fénykorukat. Az ilyen épületek legkiválóbb fennmaradt példái az Adzsantai barlangtemplomok és az Ellórai-barlangok (Mahárástra). A Bodh-Gajában álló Mahábódhi templom szintén jelentős emlékhelynek számít. Az indiai sztúpából fejlődött ki később a pagoda.
A buddhista építészet a Buddha után indult fejlődésnek a hindu templomépítészet gyökerei mentén. A hindu templomoknak ekkoriban egyszerű alaprajza volt – négyszögletes belső tér, áldozati udvar, körben oszlopokkal borított körsétánnyal, kúpos vagy négyszögletes tetővel és a bejárat mögötti területet körbeölelő különálló oszlopsorral. A körvonal a Meru-hegyet ábrázolta, amely a buddhista kozmológiában a világegyetem középpontja, az istenek (dévák) lakóhelye. A méreteket és az arányokat szent matematikai képletek határozták meg. A korai buddhizmus ezt a sémát vette át, amelyhez néha hozzákapcsolódtak a szerzetesek végtelenül egyszerű lakócellái is (főleg a korai barlangtemplomok esetében, mint az adzsantai barlangtemplomok).
Lényegét tekintve ez az alaprajz maradt meg később is a világ összes buddhista templománál is, csupán a körvonalak finomodtak. Japánban és Thaiföldön azonban a helyi kultúrák és az eltérő vallási gyakorlatok hatására egyedi építészeti stílusok alakultak ki (lásd például: Thai templomépítészet és Japán buddhista építészet).
A korai templomok fából készültek, ezért kevés maradt fenn belőlük. A későbbi templomok már kőből készültek, amelyek időtállóbbak voltak és a barlangtemplomok is megőrizték az eredeti építészeti elrendezéseket. Ahogy a kolostortemplomok funkciója kibővült, a buddhista templomok is kezdtek eltérni az eredeti hindu hagyomány alaprajzától. Így alakultak ki az alvó- és lakhelyek, valamint az étkezők, a tanulótermek, majd a könyvtárak és az iskolák, egyetemek.
A sztúpák kezdetben inkább hasonlítottak a szobrokra, amelyek valamilyen szent helyet jelöltek. A későbbiekben gazdagabb formákat kaptak és gyakran tettek utalást alakjukkal a szent Meru-hegyre. A ma is létező száncsi nagy sztúpát Asóka király (i. e. 273–236) építtette. Az eredeti sztúpa külsejére később újabb, még díszesebb sztúpát építettek.
A buddhista művészettel együtt terjedt a buddhista építészet is Dél- és Kelet-Ázsiában, amelyeknél a hivatkozás alapja általában a korai indiai modellek voltak – annak ellenére, hogy a buddhizmus a 10. századra szinte teljesen eltűnt az indiai szubkontinensről.

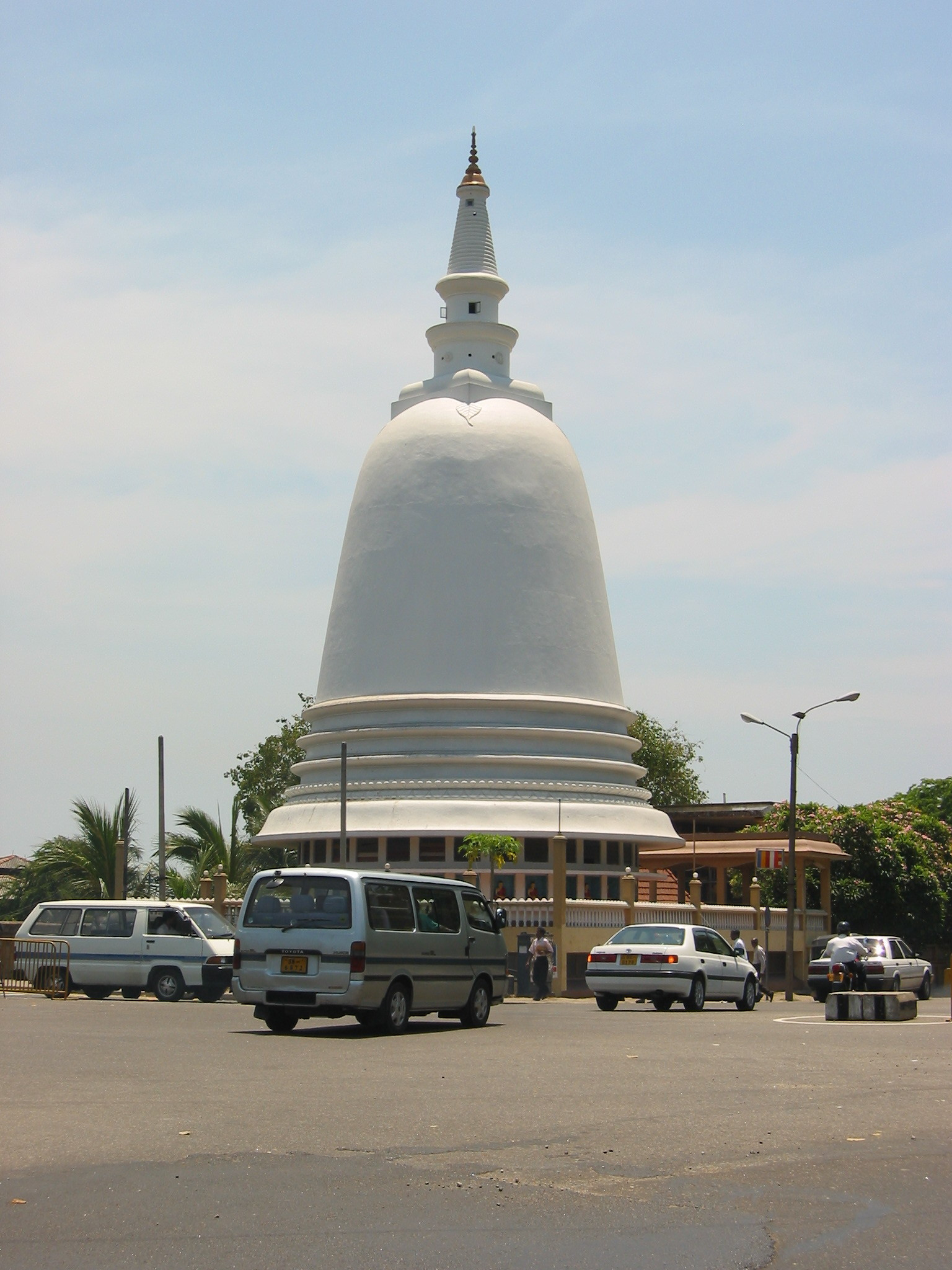
Colombo, Srí Lanka
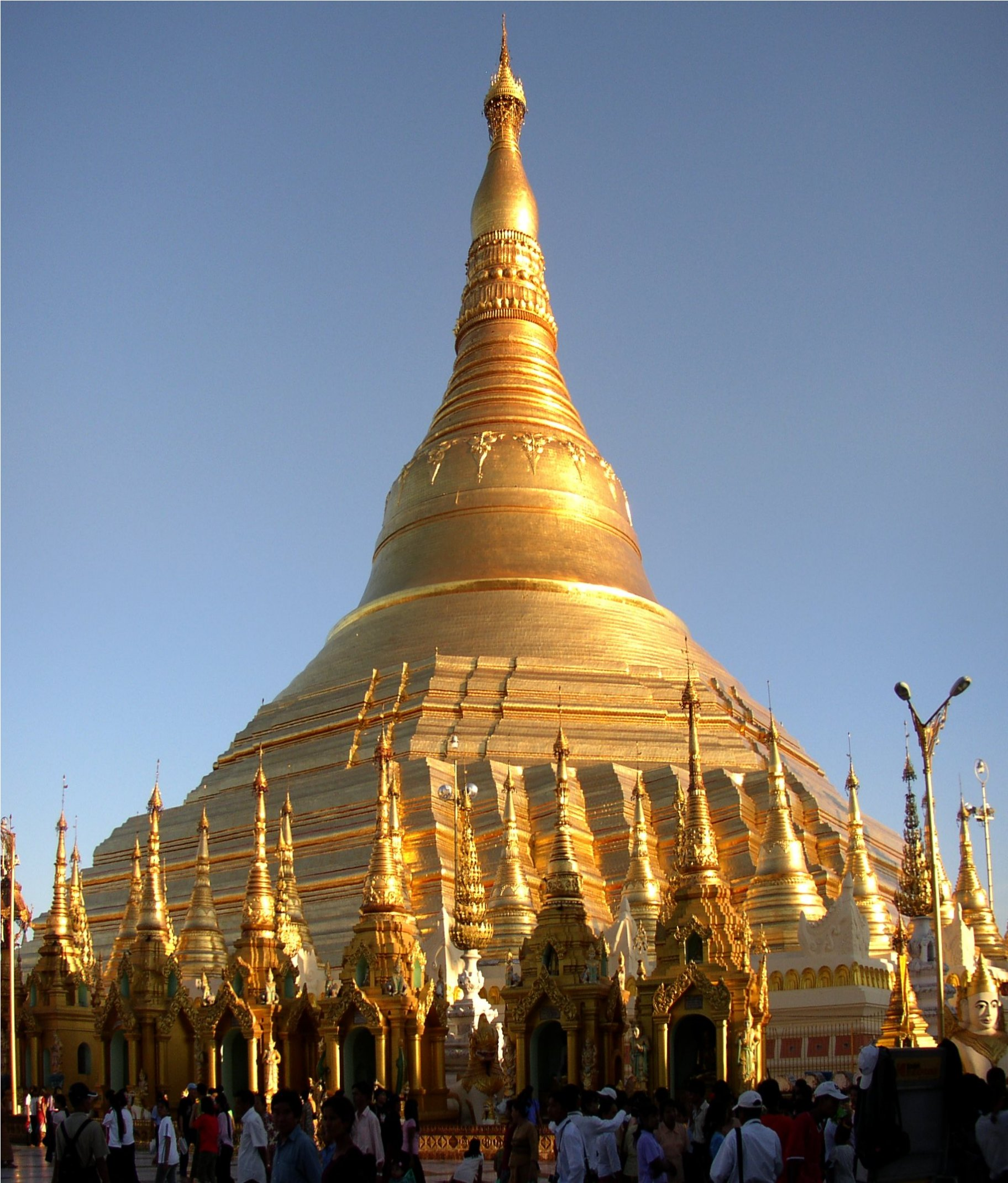
Rangun, Mianmar
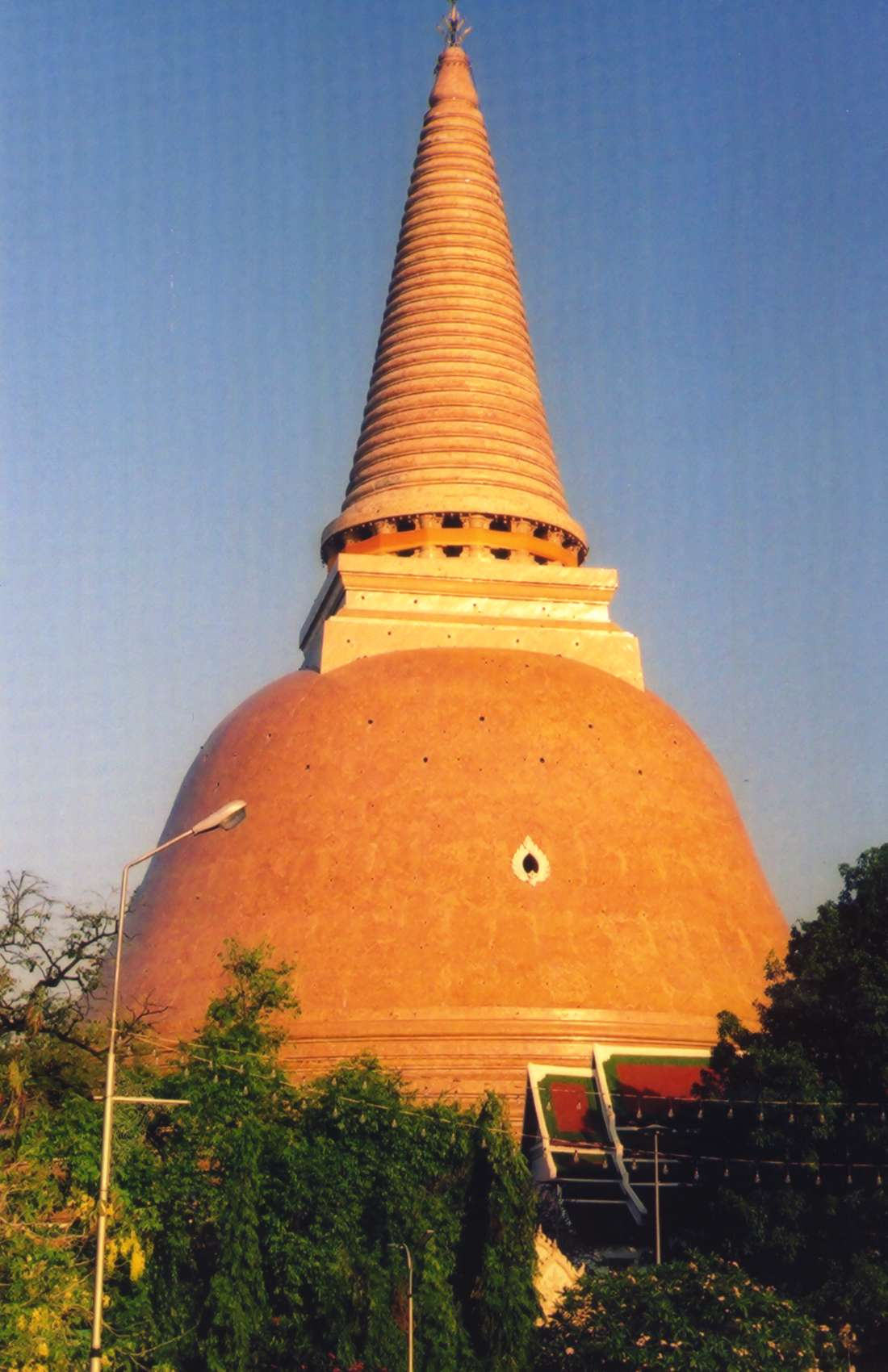
Nakhonpathom, Thaiföld
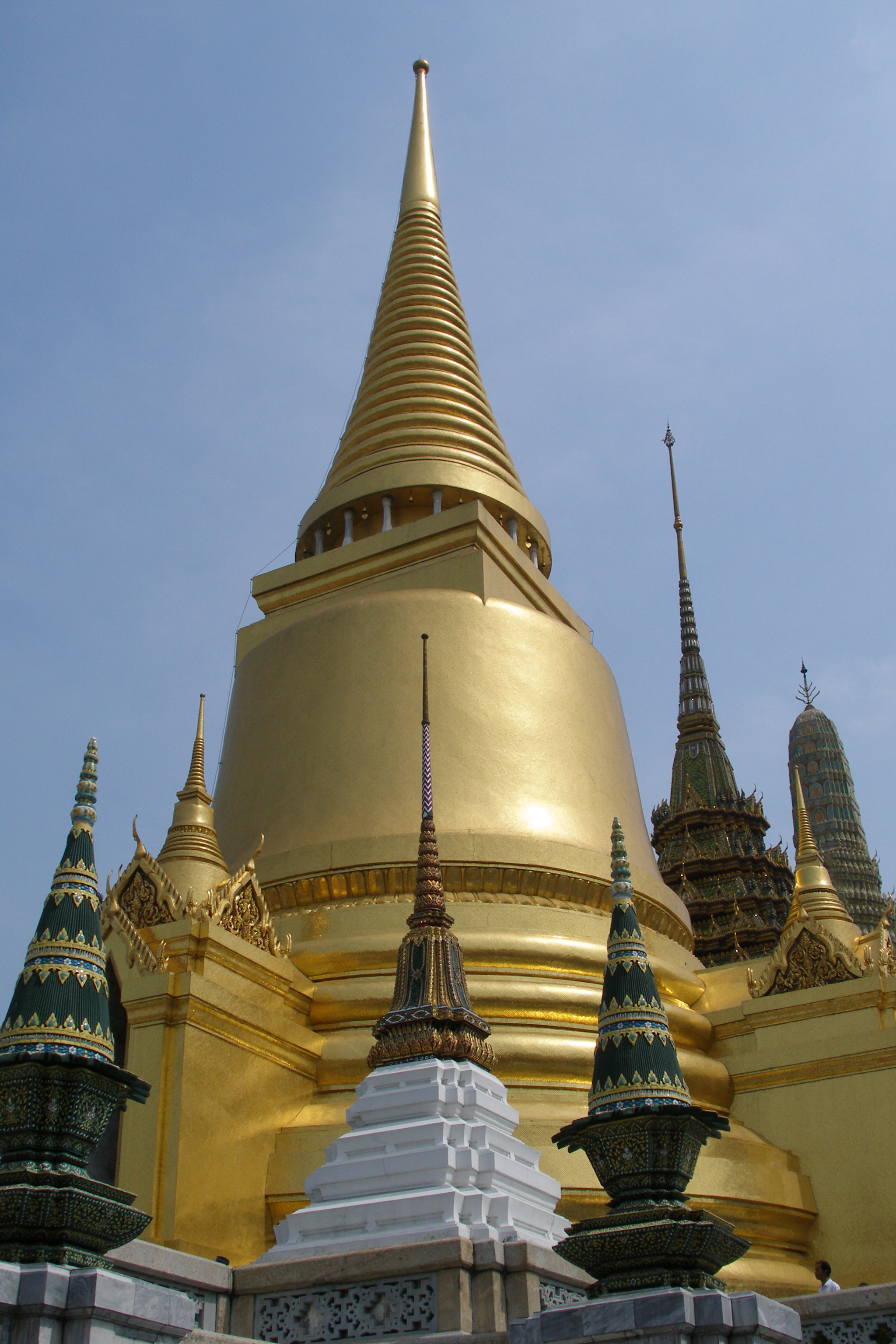
Bangkok, Thaiföld
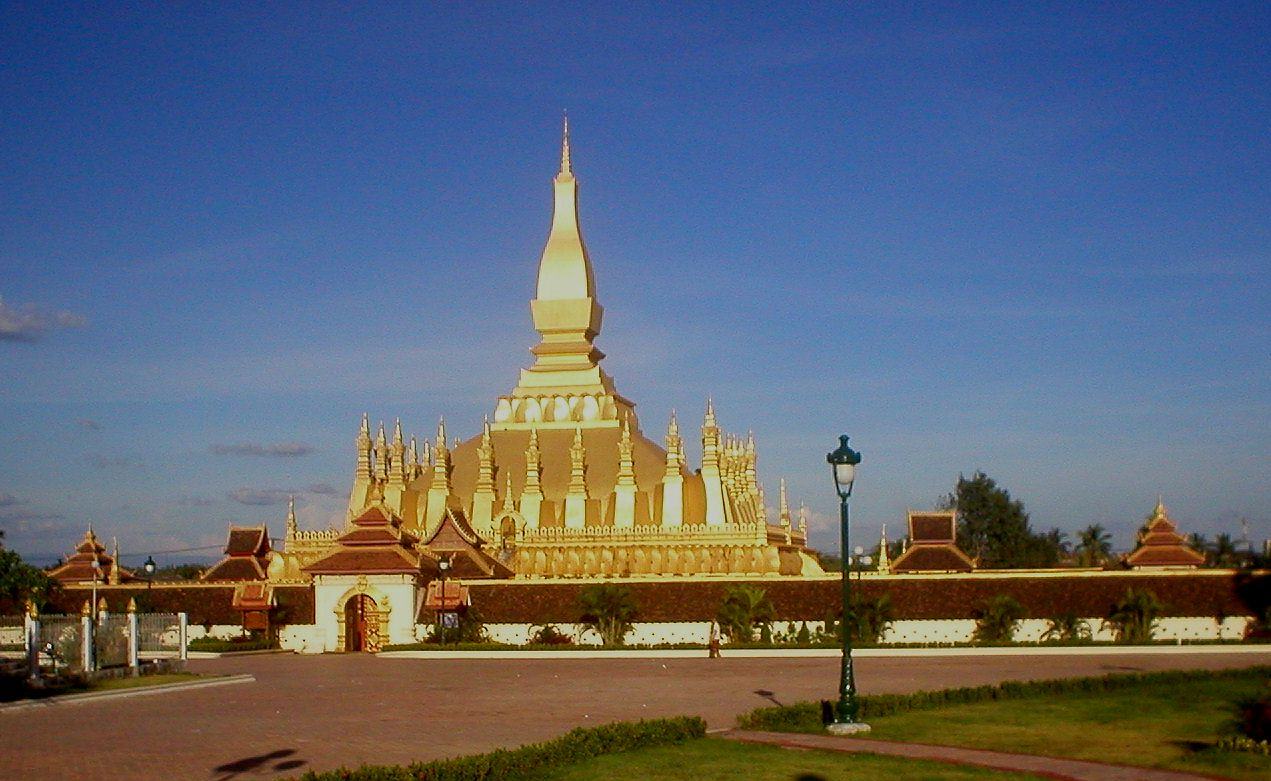
Vientián (Laosz)
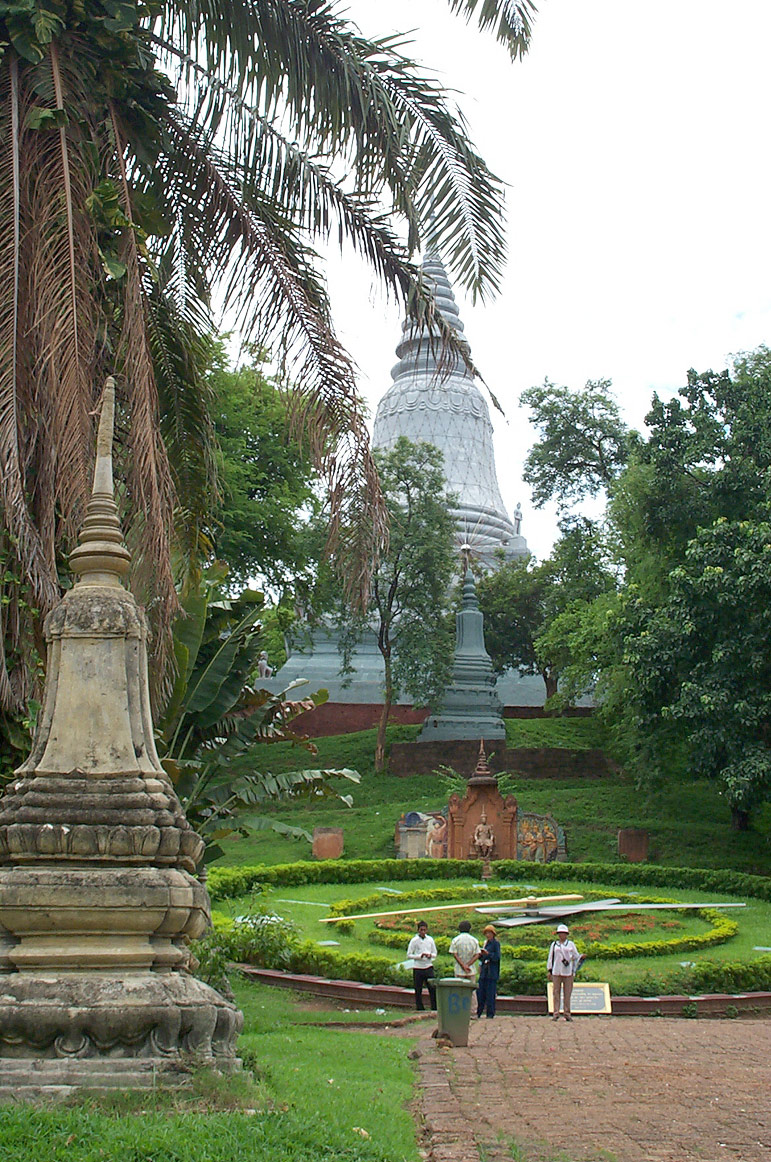
Phnompen, Kambodzsa
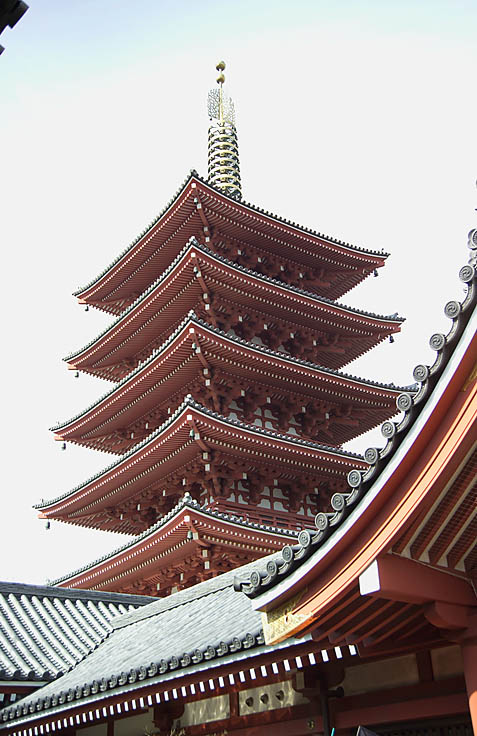
Tokió, Japán
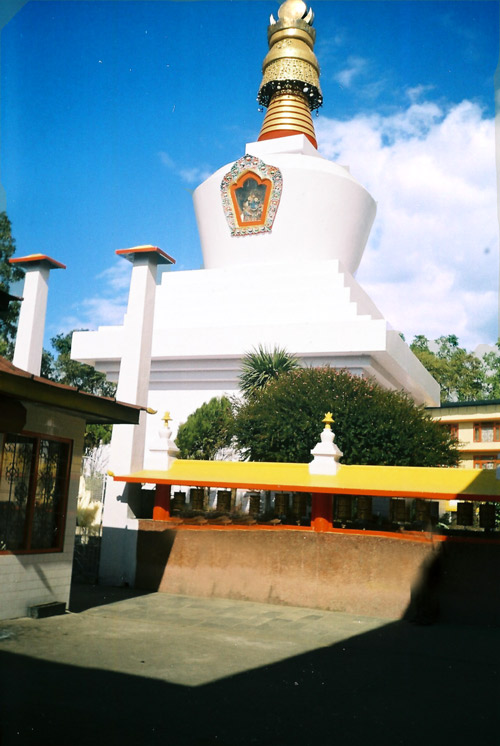
Gangtok, Szikkim

## Zene
| Felhang éneklés Probléma esetén lásd:Médiafájlok kezelése. |

A buddhista zene a buddhizmus inspirálta hagyományos művészeti forma, amelyek a különböző hagyományos buddhista országokban lokálisan, az országra vagy a régióra jellemző módon alakultak ki.
A honkjoku (本曲) a vándorló japán zen szerzetesek (komuszó) által a hagyományos sakuhacsi vagy hoccsiku hangszerekkel előadott zenéket jelenti. A komuszók már a 13. században is játszottak honkjokut alamizsnáért és a megvilágosodás reményében. A 18. században egy Kinko Kuroszava nevű, a zen fuke szektához tartozó komuszót megbíztak, hogy gyűjtse össze Japán összes ilyen jellegű zenéjét. Éveken át történő utazgatás után 36 művet gyűjtött össze, amelyek ma Kinko-Rju Honkjoku néven ismertek.
A tibeti vagy szanszkrit nyelven történő kántálás a vallás szerves részét képezi Tibetben. Ezek az összetett kántálások gyakran szent szövegek szavalását jelentik, de hallhatóak a különféle ünnepek alkalmával is. A jang kántálást rezgő dobok kísérik, miközben halkan recitálják az egymás után fűzött szótagokat. Léteznek a tantrikus buddhizmusra jellemző egyéb stílusok is: a gelugpa iskolára a klasszikus, a nyingma, a szakja és kagyü iskolákra pedig a romantikus stílus jellemző.
A torokéneklés vagy felhangéneklés olyan énektechnika, amely a nyugati, megszokott énekléstől lényegesen eltér a szokatlan hangszín és az egyszerre megszólaló több hang miatt. Úgy tartják, hogy ennek segítségével megváltozott tudatállapotot lehet elérni. Ezt a technikát használják meditációs gyakorlás céljából. A gyakorlók a mantraéneklésnek gyógyítóerőt is tulajdonítanak. A népzenekutatók szerint a torokéneklés a természet – különösképpen a szél és a víz – harmonikus hangjainak utánzásából alakulhatott ki.

## Buddhista irodalom

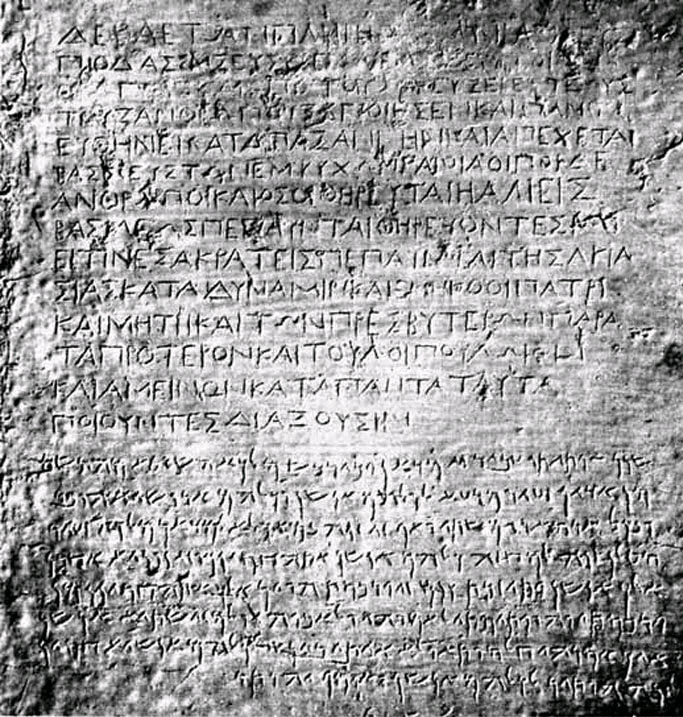
Asóka királytól származó kétnyelvű felirat (görög és arámi) Kandahárból (Shar-i-kuna), Kabul Múzeum

A buddhista szövegeket sokféleképpen lehet csoportosítani. A nyugati tudósok a kézirat, kanonikus írás kifejezéseket nem egységes módon alkalmazzák a buddhizmus területén. Például egyesek két csoportra osztják a szövegeket: kéziratokra és kanonikus szövegekre. Mások a kéziratokat kanonikus, magyarázó és pszeudo-kanonikus szövegekre osztják. Egy másikfajta csoportosításban a „Buddha szavait” (buddha-vacsana) különböztetik meg az összes többi szövegtől.
A gandhárai buddhista szövegek a ma ismert legrégibb buddhista kéziratok az 1. század környékéről.  Ezek a gandhárai nyelven írott művek a legrégibb baktriai és indiai szövegek is egyben. Asóka rendeletei kőbevésett ókori szövegek, erkölcsi törvények és meditációról szóló beszámolók prakrit nyelvjárásban (Magadha népi nyelve). A Rendeleteket sziklákra, oszlopokra és barlangokba vésték fel, amelyekhez különféle célokat párosítottak. A feliratokhoz kharosthi és bráhmi írást használtak.
A korai buddhizmusból más szövegek is fontosak. Hatalmas mennyiségű magyarázószöveget találni páli, tibeti, kínai, koreai és egyéb kelet-ázsiai nyelveken.

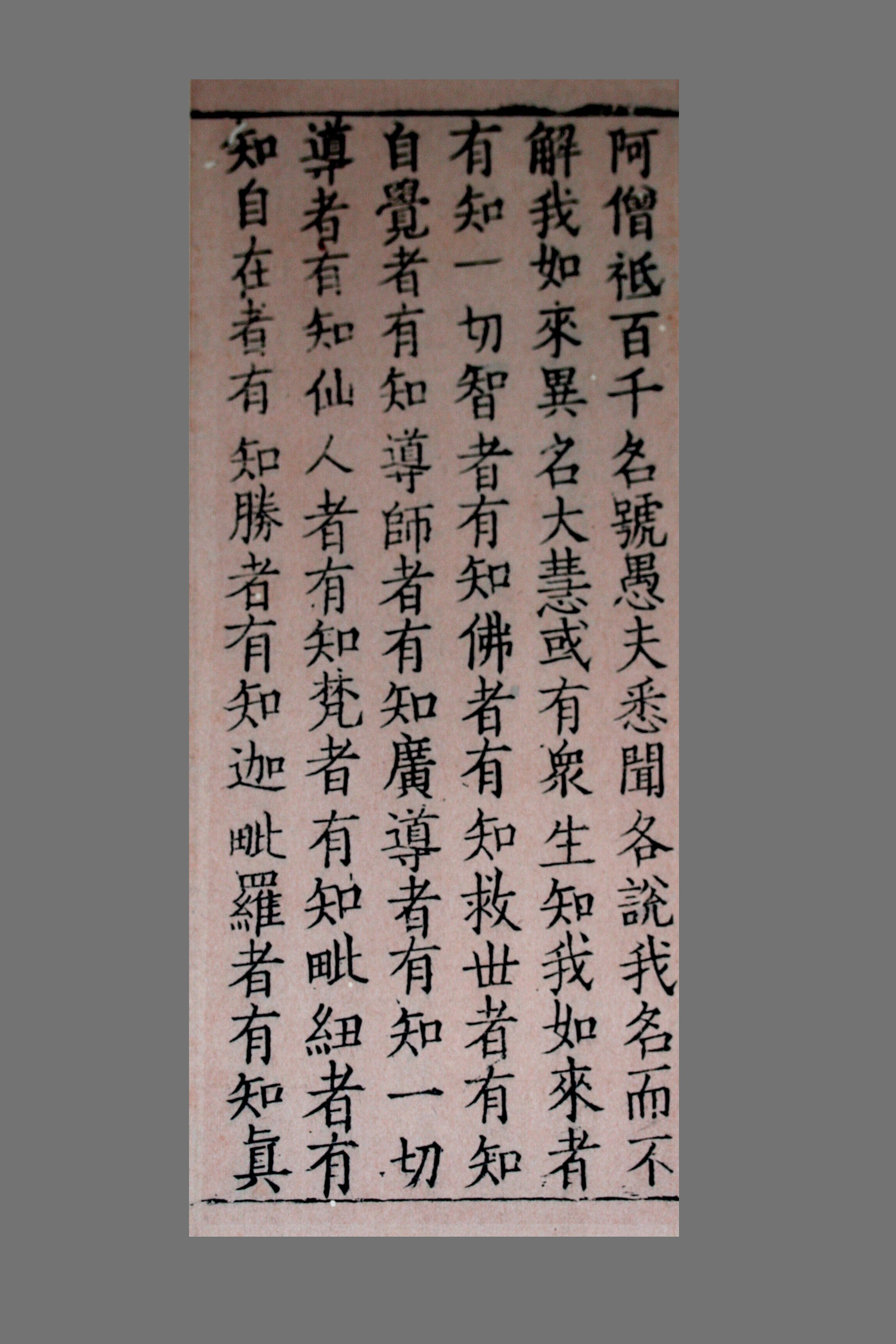
Egy koreai szútra egyik oldala a Korjo időszakból

A legjelentősebb nem-kanonikus szövegek közé tartozik a Viszuddhimagga, avagy a tisztulás ösvénye, amelyet Buddhagósza írt. Ez a hínajána tanítások rövid összefoglalója, amely idézeteket tartalmaz a páli kánonból. A Milinda-panyhát, avagy a Milinda kérdéseit néha a páli kánonba sorolják. Vannak, akik buddha-vacsanának tekintik, ezt a dharmát bemutató párbeszéd a buddhista bölcs, Nágaszéna és az indo-görög király, I. Menandrosz között.
A mahajána hit felébredése című értekezést a hívők Asvagósa indiai költőnek és filozófusnak tulajdonítják. Ez a mű jelentős hatással volt az ázsiai mahájána tanokra és a történelemben számos koreai és kínai magyarázó szöveg inspirációjává vált. Santidéva indiai szerzetes, Nálanda tanítványa Bodhicsarjávatára című műve hatással volt a mahájána és a hínajána irányzatokra egyaránt. Siksaszamucsajá című írásában olyan referenciák vannak más szövegekre, amelyek más formában már nem léteznek.
A mahájána szútrákat a mahájána buddhizmus követői a Buddha szavainak tekintik, amelyeket titokban adtak tovább, vagy természetfeletti lények születési vonalán keresztül (úgy, mint a nágák), vagy közvetlenül érkeztek buddháktól vagy bodhiszattváktól. Mintegy 600 mahájána szútra maradt fent szanszkrit, kínai, vagy tibeti nyelven.
Néhány buddhista szöveg önálló kánonná fejlődött. Ezek elnevezése „kiterjesztett szútrák” (vaipulja). Például a tudósok úgy tartják, hogy a kínai buddhizmushoz tartozó Aranyfény szútra (Szuvarnaprabhásza szútra) a népszerű harmadik fejezete köré épült. Az Avatamszaka-szútra egy másik példa arra, hogy egy szútra sok szútrából épül fel, amelyek közül több is (főleg a Gandavjuha szútra) a mai napig önálló szövegként kering a gyakorlók között. Az Avatamszaka-szútra és a Fehér lótusz szútra az ekajána, avagy „egy szekér” alapját képezik. Ezek a szövegek egyesítik a tanítást, amely korábban már egy nagyobb egységet alkottak.
A csán buddhizmusba tartozó Pódium szútát Huineng, kínai szerzetesnek tulajdonítják. Ezt a szöveget nem tekintik buddha-vacsanának, mégis szútraként kezelik. Ennek ellenére érdemes megjegyezni, hogy ez a megkülönböztetés eredhet esetleg fordításból is. Az eredeti kínai Pódium szútra egy king (經), amelyet úgy lehet fordítani, hogy „szútra”. Azonban ugyanezt a kifejezést más ősi szövegekre is használják, mint például a Tao-tö-king és a Si king. A Pódium szútrában Hui Neng saját életéről ír, miképp lett belőle Zen pátriárka, valamint tartalmaz tanításokat a zen elméletéről és gyakorlatáról. A zen és a csán iskola kiváltképpen hagyatkozik zen mesterek nem-kanonikus elbeszéléseire.
A tibeti buddhizmusban egyedülálló és különleges osztályt kaptak az ún. terma szövegek (tibeti gTer-ma). Ezekről a szövegekről (vagy rituális tárgyakról stb.) úgy tartják, hogy tantrikus mesterektől származnak, vagy eleve kódolva vannak titkosan a természetben megtalálható elemekben, amelyeket bizonyos mesterek képesek megfejteni a megfelelő pillanatban. A termákra a tertönök (tibeti gTer-szton) találnak rá, akiknek valójában ez a különleges feladata. Egyes trémák barlangokban vagy ehhez hasonló helyeken vannak elrejtve, de akadnak tudati termák is, amelyeket a terön agyában fedeznek fel. A nyingma iskola (és a bön hagyomány) hatalmas terma irodalommal rendelkezik. Sok terma szöveget állítólag Padmaszambhava írt, aki a nyingmapához tartozók számára rendkívül fontos. Valószínűleg a legismertebb terma szöveg az ún. A tibeti halottaskönyv, a Bardo tödol.

### Költészet

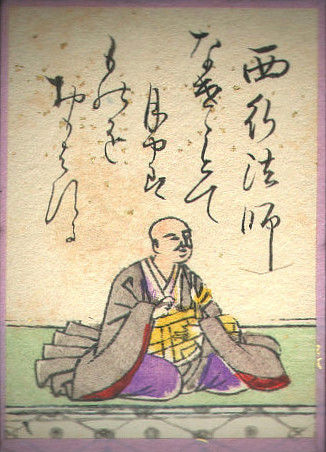
Szaigjó Hósi a Hjakunin Issu japán versantológiában

A buddhista költészet legkorábbi darabjai például a Dhammapada versei. Hagyományosan a legtöbb buddhista szútra prózában íródott, amelyet azonban kiegészítenek versek (gatha), amelyek megismétlik és költeményben foglalják össze az előtte elhangzottakat. A gathák segítik a buddhista gyakorlókat, hogy könnyebben bevéssék tudatukba a tanításokat. Valójában a legkorábbi fennmaradt buddhista tanítások verses formájúak. Nem is meglepő, hogyha figyelembe vesszük azt a tényt, hogy a tanításokat sokáig le sem írták, csupán az emlékezetükben raktározták el. A nyelvészeti elemzések kimutatták, hogy a szútrák prózai részeit a későbbi szerkesztések során módosították, míg a költemények megőrizték a korábbi nyelvezetet. A jelenlegi buddhológia tudományban úgy tartják, hogy még a szertartásos szövegek is irodalmi kompozíciók voltak. A buddhista szövegek tanulmányozása, főleg a buddhista költészeté, vitathatatlanul az irodalomtudomány részét képezi. Az osztályozás kedvéért kétfelé szokták osztani a buddhista költeményeket:
- költemények, amelyeket magának Buddhának tulajdonítanak (szanszkrit: Buddha-vacsana), és
- más buddhisták költeményei, amelyek nem szerepelnek a szútrákban.

A kínai buddhizmus kifejezetten gazdag buddhista költészettel büszkélkedhet. Például Po Csü-ji költészetében feszültség figyelhető meg a világi és a buddhista költői kifejezésmódok között. Sok buddhista vélte úgy, hogy a költészet ragaszkodást jelent, amit igyekeztek kerülni. Mindezt annak ellenére, hogy az általuk dicsőített szövegek hemzsegtek a költői formáktól. Po Csü-ji-nek tulajdonítják a kjógen kigo (狂言綺語, szó szerint: „rendezetlen szavak és felszépített nyelv”) kifejezést, amely az ő szemszögéből a költői kifejezésmód hasztalanságát jelentette a buddhista gyakorlatokkal szemben. Ennek a paradox helyzetnek talán a legsikeresebb feloldója Csiao Zsan (皎然; 730-799) kínai buddhista költő volt, aki azt javasolta, hogy úgy kell tekinteni a költészetre, mint a buddhista gyakorlat intellektuális eszközére. A csan buddhizmus (kínai: csan, japán: zen) gazdag táptalajnak bizonyult a buddhista költészet számára. Összetett nyelvet alkottak, amelyben a közvetett utalás, a sugallás, a többértelműség, a paradoxon és a metafora voltak a kedvelt formák. A csan buddhisták úgy tartották, hogy nem lehet ugyan közönséges szavakkal elmagyarázni a megvilágosodást, a költészet különleges nyelvhasználata képes lehet abba az irányba mutatni. Ahogy Csüe-fan Huj-hung (1071–1128), csan szerzetes írta, „A tudat finomságait nem lehet szavakkal átadni, de láthatóak a szavakban”. A csan költészetben az olyan egyszerű képek, mint a hold, a felhők, a hajók, a visszatükröződések a vízen, a szilva és a lótusz, a bambusz és a fenyő összetett másodlagos jelentéseket kaptak.

#### A buddhista költészet és a modernitás
Ahogy Japán belépett az iparosodott modernitás korába, a Meidzsi-kor több költője is kedvet kapott ahhoz, hogy az európai költészeti stílusokkal próbálkozzon. Egyes költők, például Mijazava Kendzsi – elkötelezett buddhista, aki költészetben és prózában egyaránt kifejezte vallásosságát – gyakran írt buddhista felhangú verseket. Ame ni mo Makezu (雨ニモマケズ, magyar fordítása: Ne győzzön le az eső) című költeményét gyakorlatilag minden mai japán ember ismeri. Mijazava Kendzsi imádta a Lótusz szútrát 妙法蓮華經, amely megjelenik Békés és örömteli tettek (14. fejezet, japán: Anrakugyō 安楽行) című művében.
Vanikavi Dr. Manomohan Acsarja modern indiai költő egyszerű nyelvezettel írt szanszkrit nyelven, lírai formában a Buddháról (Sri Gautama Buddha Panchakam).

## Film

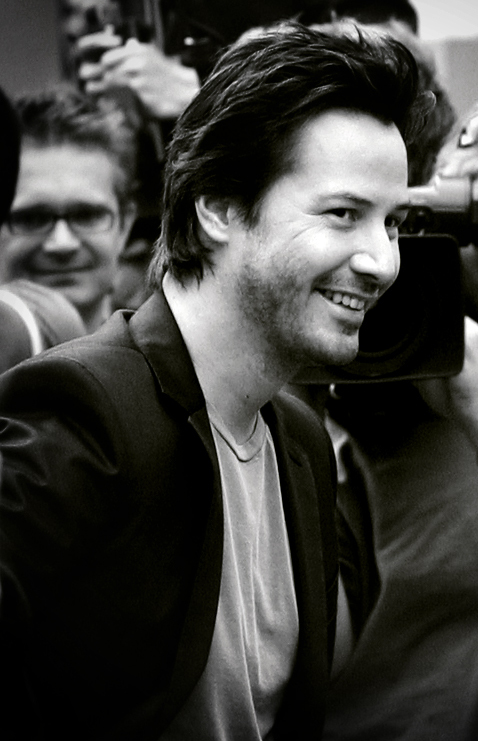
Keanu Reeves alakította Gautama Buddhát az A kis Buddha című 1993-as filmben

Gautama Sziddhártha, a történelmi Buddha alakját több filmben is megjelenítették. A Buddha életéről szóló legelső ismert film a Buddhadev (angol címe: Lord Buddha) volt, amelyet az ismert indiai filmkészítő, Dádászáheb Phálke (1870–1944) készített 1923-ban. Két évvel később egy másik fontos Buddha-filmet adtak ki, a romantikus hangulatú Ázsia fénye (eredeti hindi címe: Prem Sanyas) címmel, amelyet a német Franz Osten (1875–1956) készített. Himansu Raj (1892–1940) játszotta Buddha szerepét. A filmet valószínűleg az azonos című Ázsia fénye (The Light of Asia) könyv alapján készítették, amelyet Sir Edwin Arnold írt, és amelyet a Teozófiai Társulat adott ki 1891-ben. A film tartalma valójában erősen eltér a könyvétől, és Európában nagyobb sikert hozott, mint Indiában. A Buddhadev és az Ázsia fénye is némafilmek voltak.
1952-ben jelent meg A nagy Buddha elszántsága című, Buddha életét bemutató japán film. Daiei Eiga japán filmcég megbízásából Teinoszuke Kinugasza (1896–1982) készítette a filmet, amelyet jelöltek az 1953-as cannes-i filmfesztiválra.
Gotama a Buddha címmel megjelent egy dokumentumfilm is, amelyet az indiai kormány adott ki 1957-ben, Buddha születésének 2500. évfordulója alkalmából. Radzsbansz Khanna rendező és Bimal Raj producer filmje megtisztelő említést kapott az 1957-es cannes-i filmfesztiválon. Ez egy fekete-fehér film volt, amely természeti szépségeket bemutató fotókból állt. Ezek az Adzsantai barlangtemplomok régészeti helyszínéről származó régi domborművek és festmények voltak, amelyekre rámondták Buddha élettörténetét.
Az 1960-as Angulimal című film nem közvetlenül Buddha életéről szólt, hanem egy haramiáéról, aki ártatlan embereket ölt, levágta az ujjaikat és nyakláncot készített belőlük – innen a film címe is Angulimal (Anguli: ujj, mala: füzér). A film bemutat egy esetet, amikor a halálra rémült gazember találkozik Buddhával és meg akarja őt ölni, ám Buddha együtt érző szeretete megváltoztatja őt.
A Buddháról szóló ötödik film japán volt. Miszumi Kendzsi 1961-es Shaka című filmjét két évvel később mutatták be az Egyesült Államokban Buddha címmel. Egy évvel később, 1964-ben egy koreai film jött ki Buddha életéről Szokkamoni (Seokgamoni) (석가모니) címmel, amely a Sákjamuni koreai fordítása. A mahájána buddhizmusban ez Buddha neve, aki a Sákja nemzetségből származott.
1997-ben az indiai producer G. A. Sesagiri Rao is készített egy filmet Buddha címmel. Nem  vetítették filmszínházakban, csupán DVD-n jelent meg. Ötször 180 perces időtartamával ez lett minden idők leghosszabb Buddha-filmje.
2008-ban jelent meg a Tathagata Buddha című film K. Raj Szekhar filmestől. Eredetileg telugu nyelven készült, de később hindi nyelvre szinkronizálták. Ez a film a haláláig követi Buddha sorsát (parinirvana).
Tulaszi Ghimire nepáli rendező és színész Buddha címmel 2013-ban animációs film készítésébe kezdett.
Az olyan buddhista országokban, mint Srí Lanka vagy Burma, nem szeretik Buddha filmes megszemélyesítését. Az Ázsia fénye című filmet 1925-ben betiltották Srí Lankán és a maláj államokban (ma Nyugat-Malajzia).